# Hagnau am Bodensee
Hagnau am Bodensee ist eine Gemeinde im Bodenseekreis in Baden-Württemberg. Sie hieß zu Beginn des 19. Jahrhunderts noch Hangnau.

## Geographie

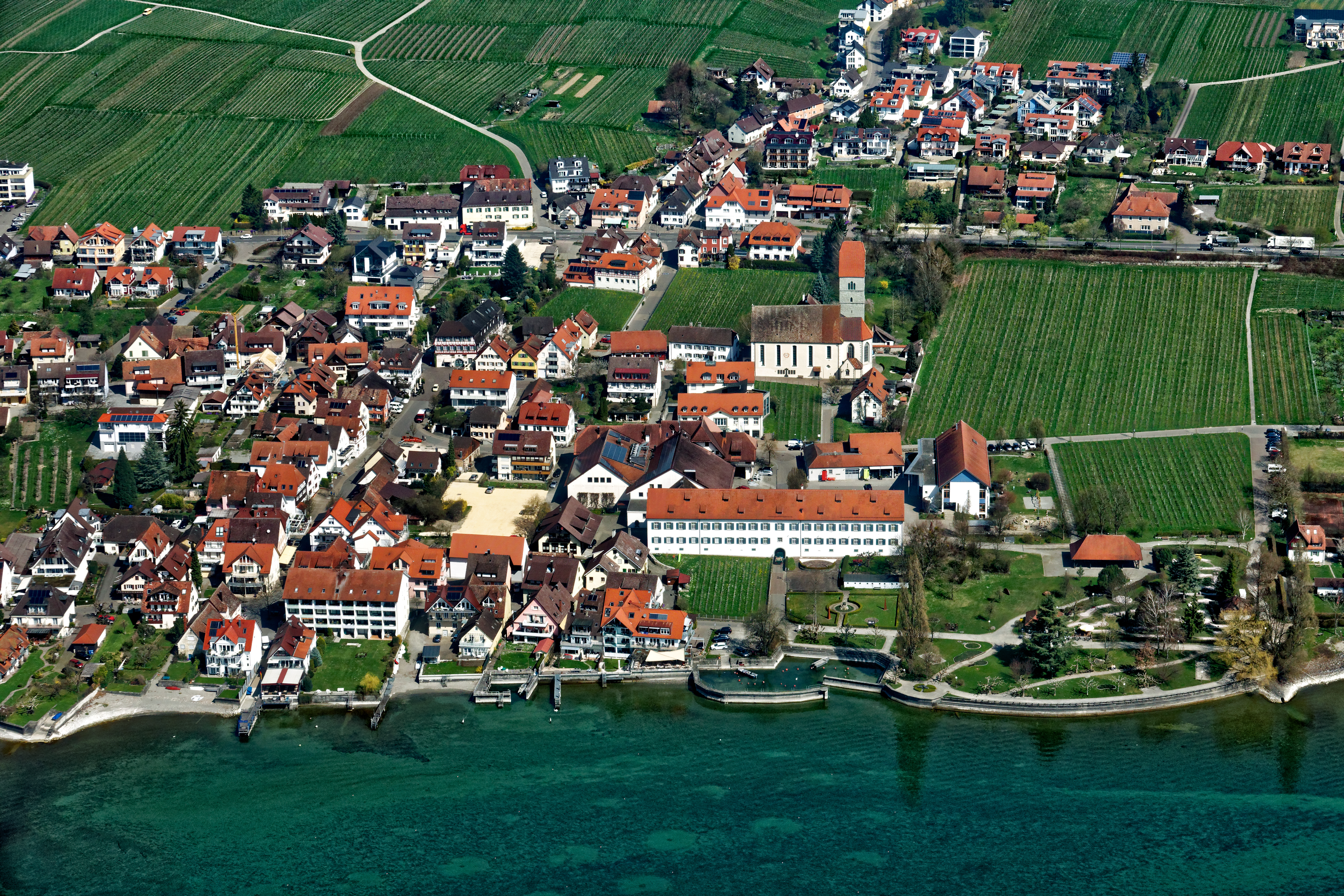
Hagnau aus dem Zeppelin gesehen.

Hagnau liegt am Nordufer des Bodensees zwischen Meersburg und Friedrichshafen.
Oberhalb des Ortes liegt der Hügel Wilhelmshöhe (473 m), ein beliebter Aussichtspunkt.

## Geschichte

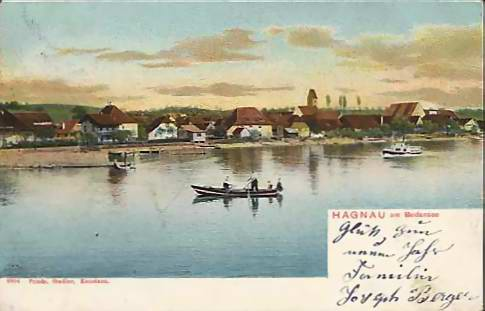
Hagnau um 1904

Bereits während der späten Bronzezeit 1050 v. Chr. war die Seeufersiedlung Hagnau-Burg besiedelt. 1986 fand man hier die bislang älteste Holz-Flöte Europas. Im Überlinger Museum befindet sich eine römische Öllampe, die in Hagnau gefunden wurde. Vom Burgstall Hagnau bestehen keine Überreste mehr.
Ende des 6./Anfang des 7. Jahrhunderts gehörte Hagnau zum Gebiet des Alamannenherzogs Gunzo. Im Jahr 1010 schenkten die Welfen das Gebiet der Benediktinerabtei Altdorf. Hagnau wurde erstmals am 24. Januar 1152 in einer Urkunde Papst Eugens III. erwähnt. Im Jahr 1436 verkaufte der Weingartner Abt Hagnau an Überlingen. Die Pest forderte im Jahr 1514 in fast jedem Haus in Hagnau Tote. Im Jahr 1650 wurde Hagnau von Überlingen an das Kloster Einsiedeln verkauft. Einsiedeln verkaufte Hagnau 1693 an die Benediktinerabtei Weingarten. Sie wurde 1803 säkularisiert, und, im Rahmen des Reichsdeputationshauptschlusses, dem Haus Nassau-Dillenburg zugeteilt. In Umsetzung der Rheinbundakte wurde Hagnau 1806 badisch.
Im Jahr 1817 herrschte in Hagnau große Hungersnot. Das Hochwasser des Bodensees überschwemmte die Keller und fußhoch die Straßen des Unterdorfs von Hagnau. Im Jahr 1830 gab es eine Seegfrörne, und die Hagnauer trugen in der Eisprozession die Büste des Heiligen Johannes von Münsterlingen nach Hagnau. Im Jahr 1880 gab es wieder eine Seegfrörne ohne Eisprozession (erst 1963 gab es sie wieder, und die Johannesbüste wurde wieder nach Münsterlingen gebracht). 1882 sank der Bodenseepegel so stark, dass der Felsen „Die Burg“ trocken lag. Im Herbst 1891 überschwemmte wieder das Hochwasser des Bodensees das Unterdorf.
An die Zeit des Ersten und Zweiten Weltkrieges erinnert an der Südseite der Pfarrkirche ein Kriegerdenkmal mit den Namen der Gefallenen und Vermissten.
Am 1. Januar 1973 wurde der Landkreis Überlingen aufgelöst, wodurch Hagnau zum neugebildeten Bodenseekreis gelangte.
Am 3. Oktober 2015 wurde ein Baumdenkmal für die Deutsche Einheit im Uferpark beim Strandweg gepflanzt.

## Politik

### Verwaltungsverband
Hagnau hat sich mit der Stadt Meersburg und den Gemeinden Daisendorf, Stetten und Uhldingen-Mühlhofen zu einem Gemeindeverwaltungsverband zusammengeschlossen.

### Bürgermeister
Im Oktober 2015 wurde der Jurist Volker Frede im ersten Wahlgang zum Nachfolger von Simon Blümcke gewählt, der von 2003 bis 2015 amtierte. Frede trat das Amt am 15. Dezember 2015 an und wurde im Oktober 2023 für eine zweite Amtszeit wiedergewählt.

### Gemeinderat
Das Wahlergebnis der Kommunalwahl am 9. Juni 2024 ist in nebenstehendem Diagramm dargestellt. Die Wahlbeteiligung lag bei 69,6 %. Daraus ergab sich folgende Sitzverteilung:
- FWH: 6
- HA: 2
- CDU: 2

### Wappen
| Wappen der Gemeinde Hagnau am Bodensee | Blasonierung: „In gespaltenem Schild vorne in Blau ein mit der Krümme zur Spaltung gewendeter goldener (gelber) Abtsstab, hinten in Silber (Weiß) an grünem Rebzweig mit zwei grünen Blättern eine blaue Traube.“ |
| Wappen der Gemeinde Hagnau am Bodensee | Wappenbegründung: Die Weinbaugemeinde führte im 19. Jahrhundert eine Traube als Siegelbild, doch wurde letztere gegen Ende des 19. Jahrhunderts vorübergehend von der nicht begründeten naturalistischen Darstellung eines ruhenden Löwen abgelöst, die in einem Schild erschien. Am 2. Juli 1963 verlieh das Innenministerium Wappen und Flagge an die Gemeinde. Der Abtsstab erinnert an die historischen Beziehungen der Gemeinde zu zahlreichen geistlichen Herrschaften und Besitzern, vorab zum Kloster Weingarten, das hier schon 1270 eine eigene Verwaltung besaß. Dieses Kloster konnte 1693 die Orts- und Grundherrschaft wie auch die landeshoheitlichen Rechte an sich bringen. Der Rebzweig mit der Traube bezieht sich auf den Weinbau. |

### Gemeindepartnerschaften

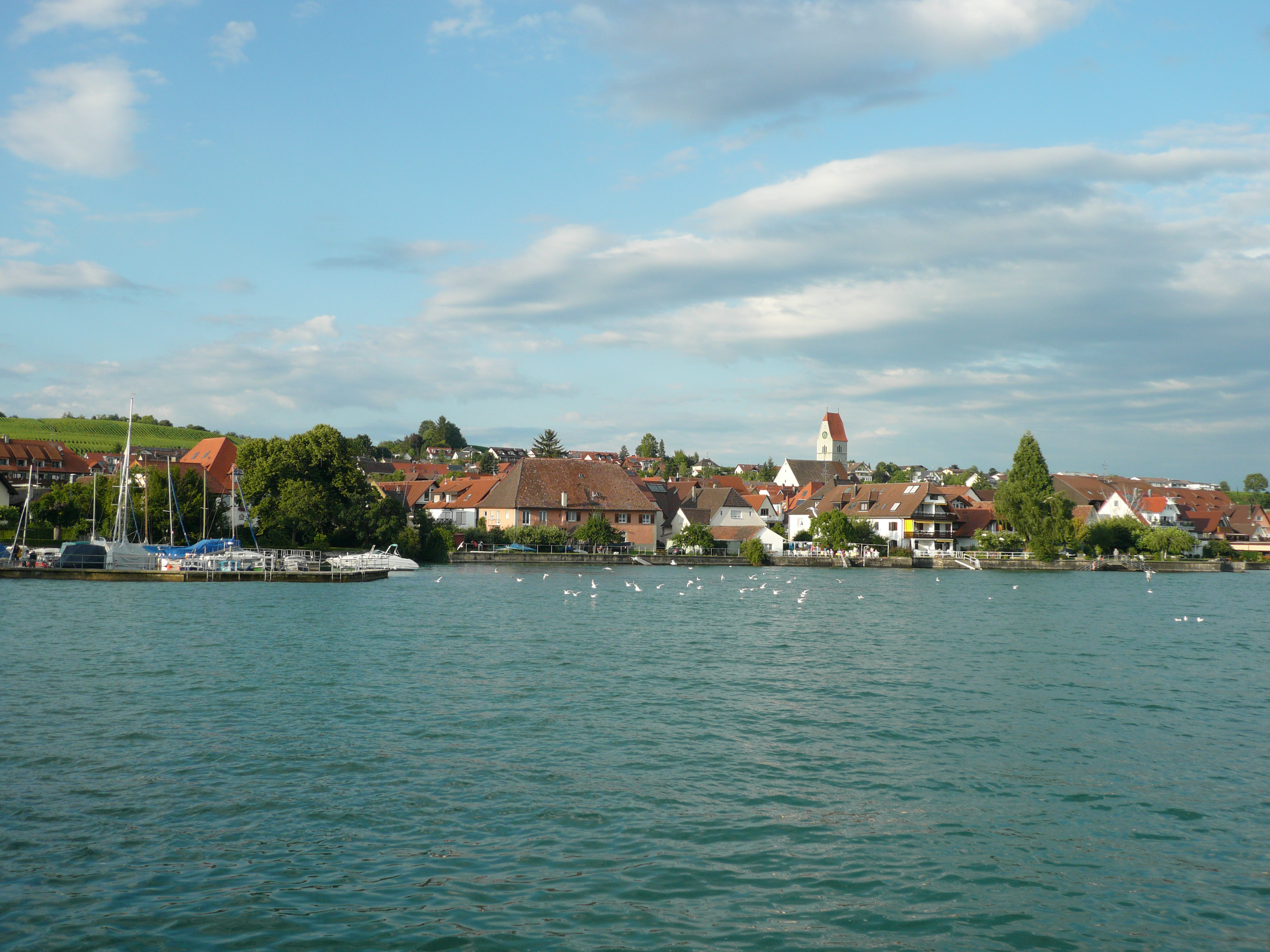
Blick auf Hagnau vom Bodensee

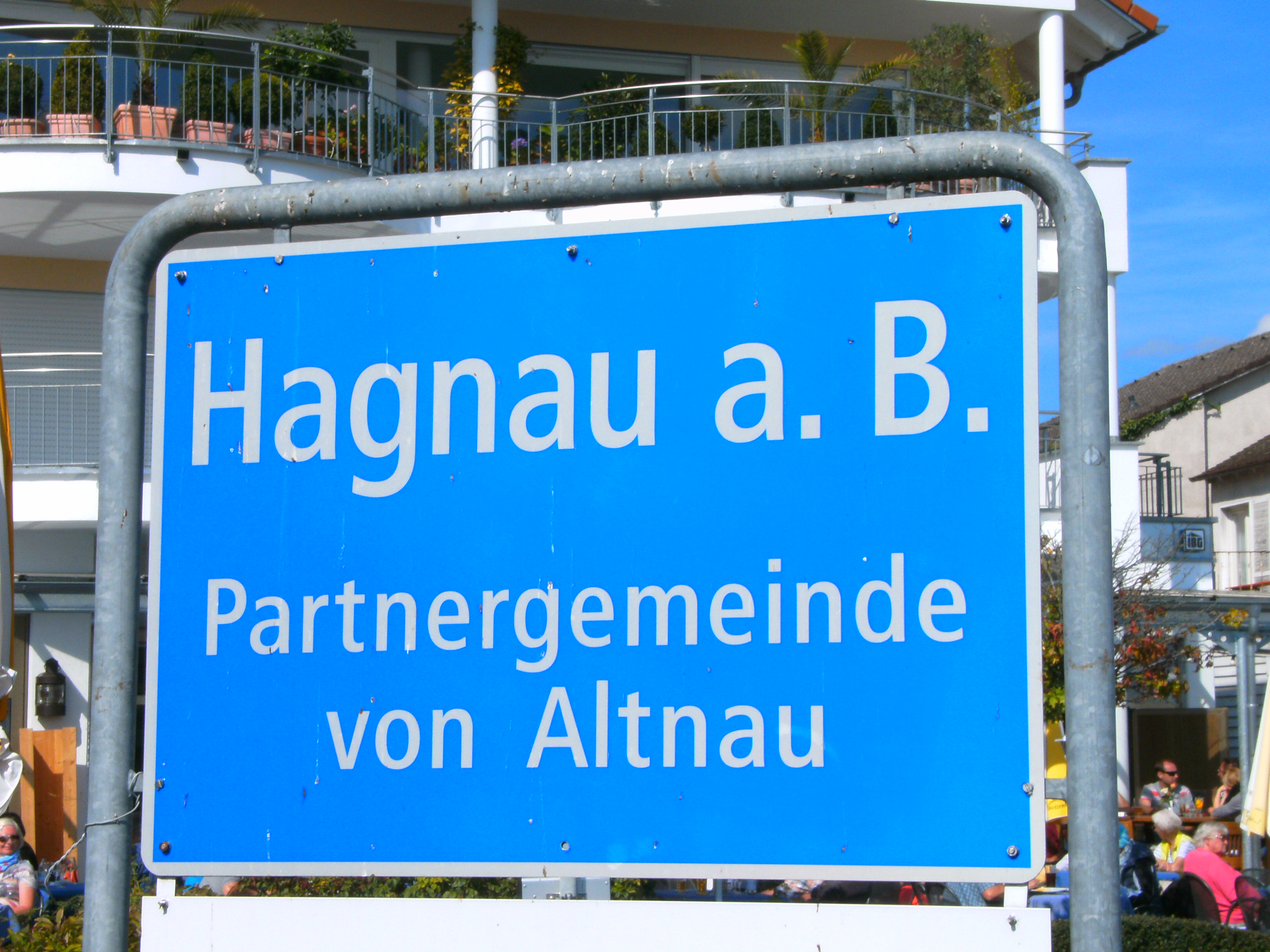
Hagnau am Bodensee an der Schiffsanlegestelle: Historische Verbindung mit der Partnergemeinde Altnau in der Schweiz durch die Seegfrörnen und Eisprozessionen.

Hagnau unterhält partnerschaftliche Beziehungen zu den drei gegenüber am Südufer des Bodensees gelegenen Schweizer Gemeinden:
- Altnau: Die Verbundenheit zwischen Altnau und Hagnau zeigte sich immer, wenn der See zugefroren war und überquert werden konnte. Die Erkundung der Passierbarkeit des Bodensees zur Vorbereitung der Eisprozession führte die Hagnauer 1880 nach Altnau („von den Altnauern freundlich empfangen“) und 1963 in der ersten Gruppe nach Güttingen („als uns die Wirtsleute ‚Zum Schiff‘ in Güttingen in ihre warme Stube führten“) und in der zweiten Gruppe nach Altnau („bogen dann nach Süden direkt auf den kleinen Hafen von Altnau zu“). Am 6. Februar 1830 brachten 100 Hagnauer Schulkinder ein gerahmtes Christusbild über den gefrorenen See zur Schule nach Altnau. Dieses Bild wurde am 9. Februar 1963 von 60 Schülern der Sekundarschule Altnau über den gefrorenen See zurück in die Hagnauer Schule gebracht.[12] Im Sommer gibt es an einigen Wochentagen eine direkte Schiffsverbindung (Seelinie) von Altnau und Güttingen quer über den Bodensee nach Hagnau und Immenstaad.[13]
- Münsterlingen: Die Partnerschaft ist besonders gefestigt durch den Brauch, bei der so genannten Seegfrörne die Büste des Heiligen Johannes über den zugefrorenen See aus der Partnergemeinde in die eigene Gemeinde abzuholen. Der Brauch der Eisprozession besteht seit der Seegfrörne von 1573.[14] An die Überquerung des Sees durch Hagnauer Bürger im Februar 1880 (ohne Eisprozession) anlässlich der damaligen Seegfrörne erinnert in der Grünanlage bei der Schiffsanlegestelle in Hagnau eine Inschrift auf dem Findling von 1830. Ein weiterer Gedenkstein am Osthafen unterhalb des Rathauses erinnert an die Seegfrörne und Eisprozession von 1963. Seitdem steht die Büste des Johannes wieder in der Pfarrkirche des ehemaligen Klosters Münsterlingen, und der Sockel in der Hagnauer Kirche ist leer.[15]
- Güttingen

## Wirtschaft und Infrastruktur

### Weinbau

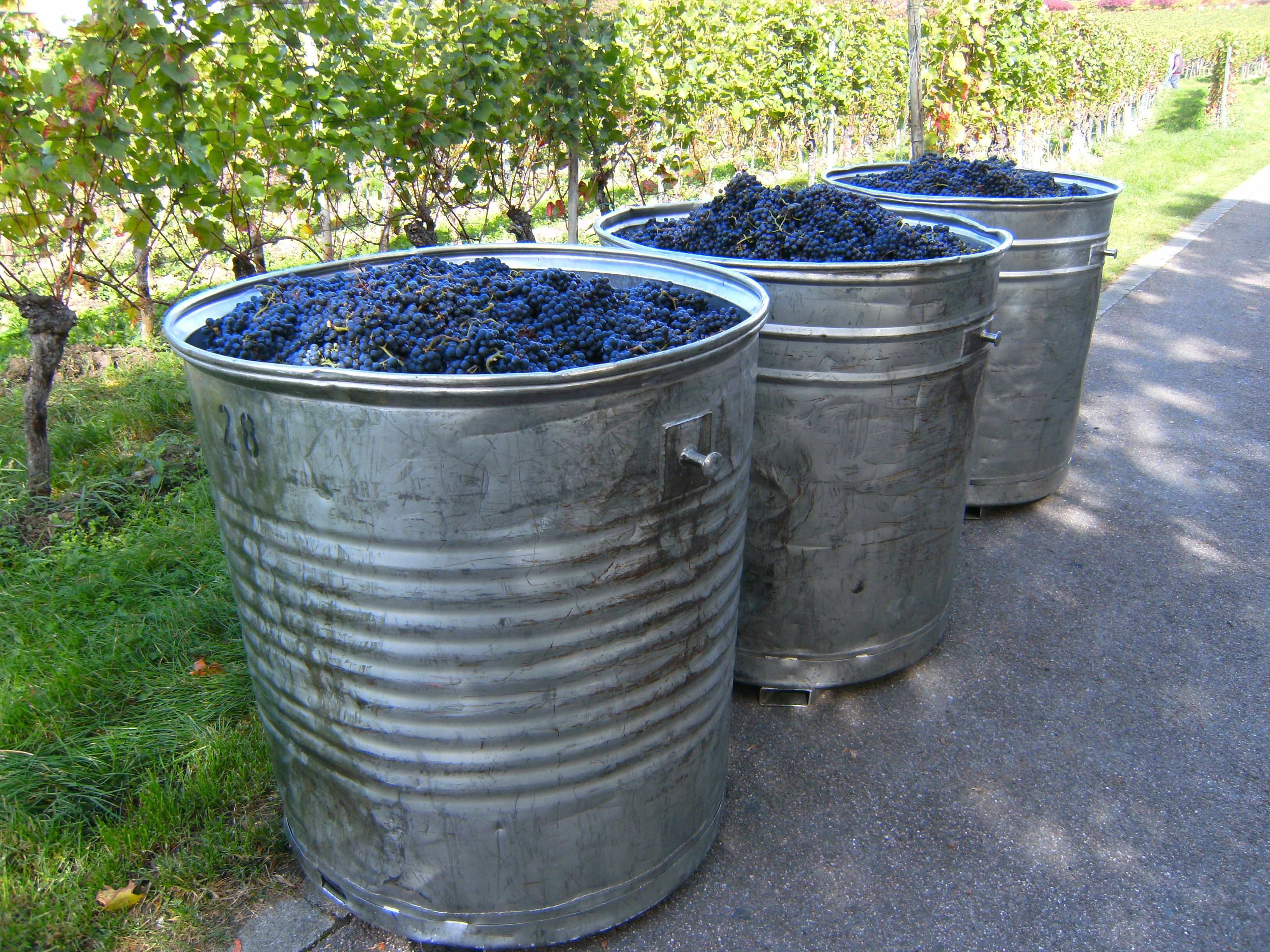
Hagnau am Bodensee: Weinlese am 6. Oktober 2015.

Hagnaus Geschichte ist untrennbar mit dem Weinbau verbunden. Der Ort ist bekannt durch seine ausgedehnten Weinanbaugebiete. Die Winzergenossenschaft, der Winzerverein Hagnau eG, ist die älteste in Baden und die größte am Bodensee, sowohl nach Mitgliedern (97 Winzer aus 52 Winzerfamilien) als auch nach Hektar Rebland (170 Hektar Anbaufläche). Mittlerweile haben sich viele Winzer mit dem Tourismus ein zweites Standbein geschaffen. Der Winzerverein wurde im Jahr 1881 vom Volksschriftsteller und damaligen Pfarrer der Gemeinde, Heinrich Hansjakob, in wirtschaftlicher Notzeit gegründet. Der Weinbau wird „kontrolliert umweltschonend“ und ertragsreduziert betrieben.

### Obstanbau
Im höher gelegenen Hinterland wird Bodensee-Obst (z. B. Äpfel und Zwetschgen) angebaut. In der Gemeinde Hagnau gibt es auch heute noch viele Kleinbrenner.

### Fischerei
An mehreren Stellen im Ort kann frischer oder geräucherter Bodenseefisch gekauft werden. Auch die Restaurants bieten vielerlei Fischgerichte an. Bis vorerst Ende 2026 wurde in der Region ein Felchenfangverbot ausgesprochen, um den Bestand der bekannten Bodenseefelchen zu sichern. Im Ort gibt es auch heute noch Berufsfischer, deren Fischerboote in den Hagnauer Häfen beheimatet sind.

### Tourismus
Eine intakte Dorfstruktur mit regem Vereinsleben und vielen Veranstaltungen wie auch die direkte Lage am Bodensee ergänzt durch einen Hafen, machen Hagnau zu einem beliebten Urlaubsort. Spazierwege entlang des Bodenseeufers nach Immenstaad und Meersburg und ein gutes Radwegenetz laden zum Aktiv sein ein.

### Verkehr

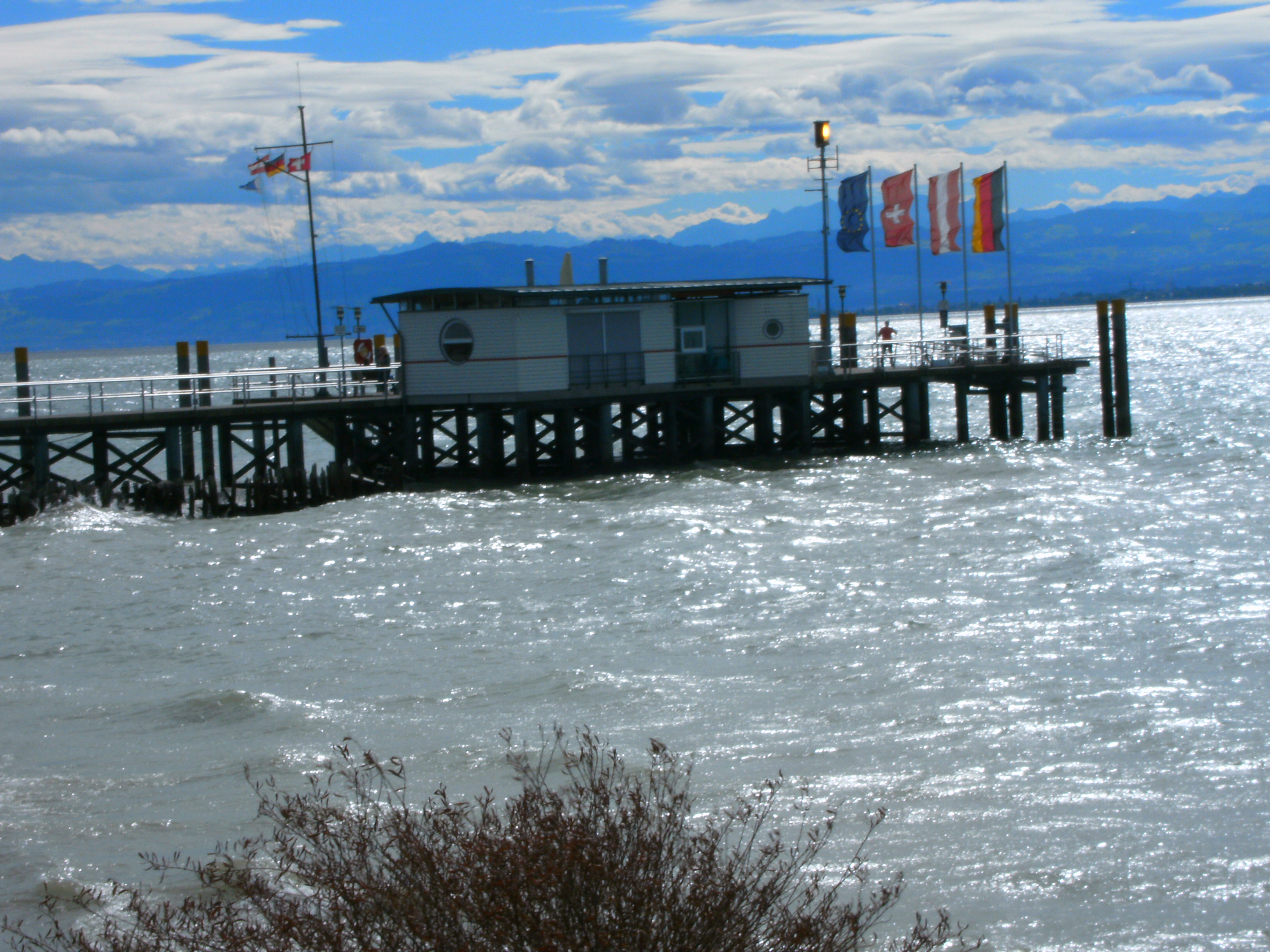
Schiffsanlegestelle Hagnau am Bodensee. Sturm mit Sturmwarnung

Das Dorf liegt an der Bundesstraße 31, etwa 13 Kilometer westlich von Friedrichshafen.
Es ist tagsüber viertelstündlich per Bus auf der Strecke Friedrichshafen–Immenstaad–Hagnau–Meersburg–Überlingen erreichbar; Busverbindungen werden abgedeckt durch den Bodensee-Oberschwaben Verkehrsverbund (bodo). Die nächsten Bahnhöfe für den Fernverkehr liegen in Friedrichshafen, Überlingen und Konstanz, der nächste Flughafen in Friedrichshafen.
Hagnau ist ab Ostern bis Oktober auch mehrmals täglich per Schiff zu erreichen (Linie Konstanz–Bregenz der Bodensee-Schiffsbetriebe).
Durch eine Alltagsroute aus dem Radnetz Baden-Württemberg ist Hagnau über Meersburg und Unteruhldingen mit Überlingen und in der anderen Richtung über Immenstaad mit Friedrichshafen verbunden.
Als direkt am See liegende Gemeinde ist Hagnau auch Station des Bodensee-Radwegs und des Bodensee-Rundwegs. Der Bodensee-Radweg ist auf der Nordseite des Sees auch ein Teil der D-Route 8 (Rhein-Route).

## Freizeit und Sport
- Östlich des Ortes gibt es einen Naturstrand mit Bademöglichkeit und Sanitär- und Umkleidebereich.
- Ebenfalls östlich vom Ort gibt es Campingplätze direkt am See.
- Bei der Schiffsanlegestelle (Westhafen) ist 2024 ein neuer Hafen entstanden, der auch Platz für Gastboote bietet.
- Im kleineren Osthafen der Gemeinde gibt es eine Bootsvermietung mit Motorbooten, Tretbooten und SUPs.
- 45 km Wanderwege ermöglichen es Wanderern, Hagnau und Umgebung zu erkunden.
- Tennisplätze befinden sich beim TC Hagnau.
- Im Uferpark beim Rathaus befinden sich eine Minigolfanlage und eine Boule-Bahn.

## Kultur und Sehenswürdigkeiten

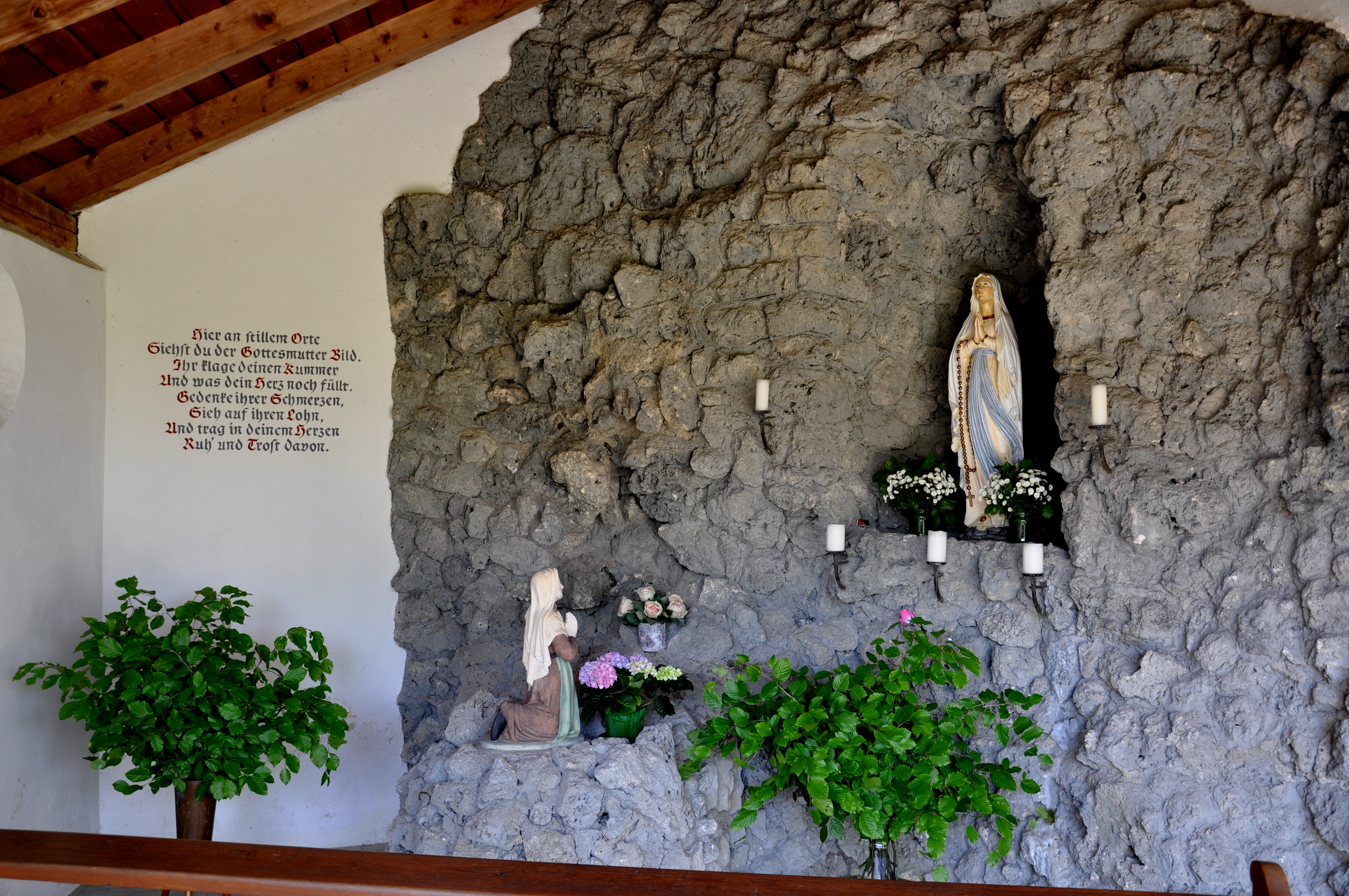
Nachbildung der Lourdesgrotte im Kirchhof der Pfarrkirche St. Johann Baptist

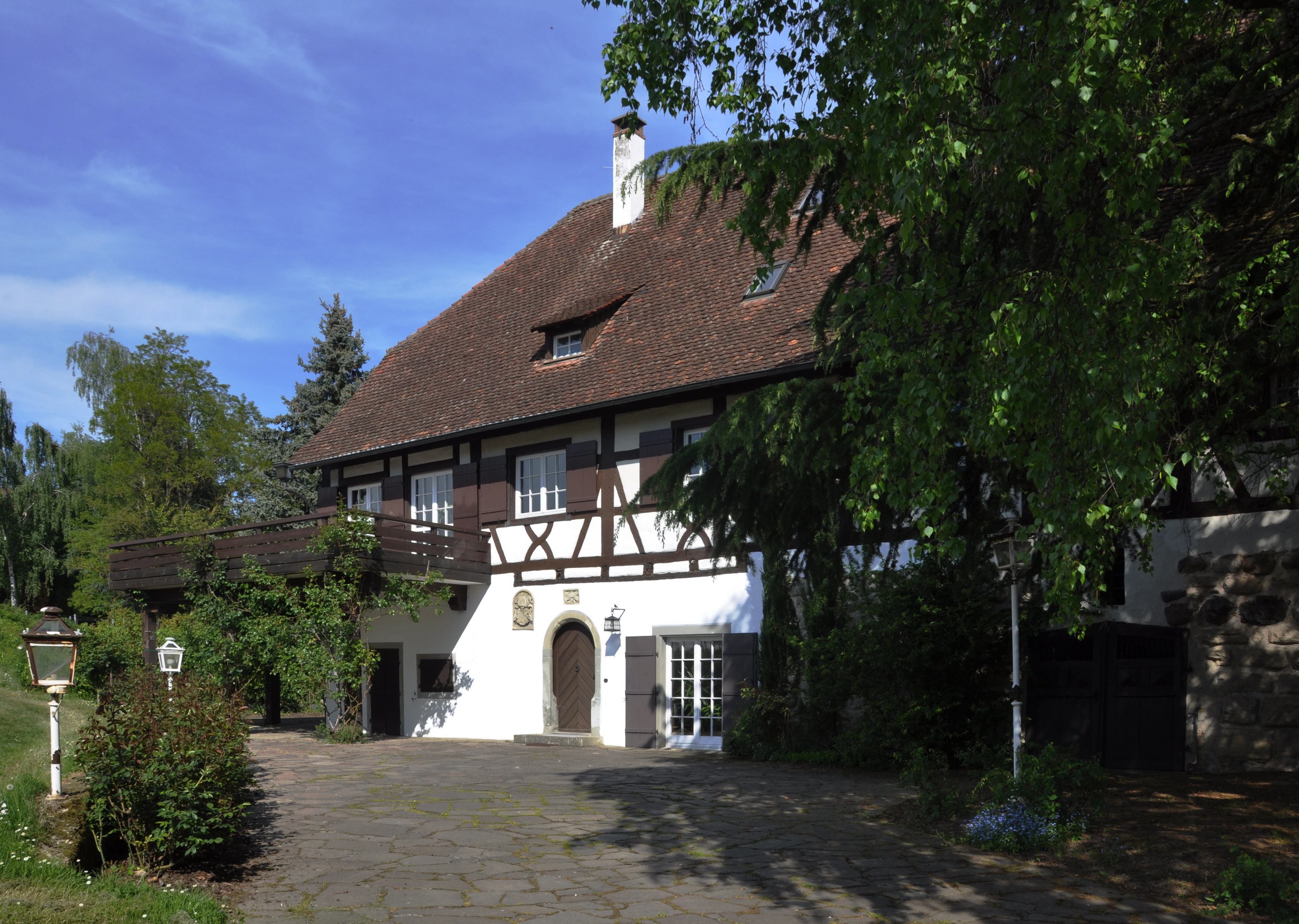
Salmannsweiler Hof

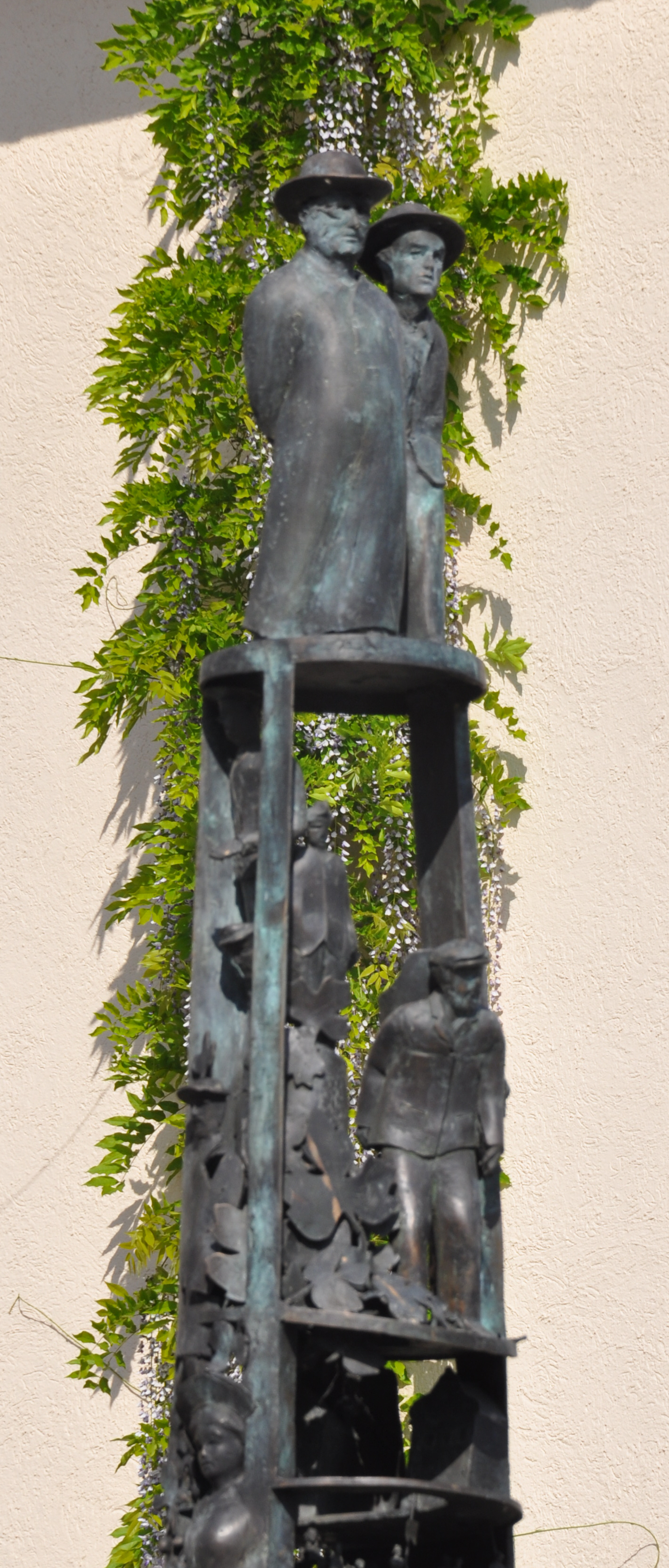
Teilansicht der Schneeballensäule in der Ortsmitte: Hansjakob und sein Sakristan.

### Bauwerke
Die Pfarrkirche St. Johann Baptist umfasst die wichtigsten Stile der letzten acht Jahrhunderte: Der Turm ist romanisch, der Chor gotisch, das Kirchenschiff barock – und die originelle Bemalung der Decke und des Chorbogens ist von 1980. Im Kirchhof sind eine Kapelle mit einer Statue des St. Wendelin und eine mit der Nachbildung der Lourdesgrotte.
Aus der Klosterzeit gibt es noch sechs ehemalige Klosterhöfe.
- Einer davon ist der 1568 umgebaute Salmannsweiler Hof der Reichsabtei Salem (Burg Hagnau) neben der Kirche. Die am Hause angebrachte Wappentafel verweist auf den Salemer Abt Georg II. von Kaisersberg, der das heutige Gebäude auf älteren Grundmauern 1568 errichten ließ. Im Salemer Pfleghof gibt es einen Turmsockel mit außergewöhnlich großen Buckelquadern, Reste einer Burg.
- Der ehemalige Klosterhof (Hofmeisterei) des Benediktinerklosters Weingarten von 1714 war Wirtschaftshof für die Ländereien in Hagnau und Umgebung. Er umfasste 30 Räume, Dachspeicher und zwei große Keller. Bauherr war Abt und Landesherr Sebastian Hyller (1697–1730). Sein Wappen ist über dem Haupteingang auf der Nordseite angebracht. Bauleiter war Frater Andreas Schreck aus Vorarlberg. Der Klosterhof ist gebaut im Barock-Stil in Hanglage und parallel zum Seeufer. Er ging 1806, nach der Säkularisation, in badischen Staatsbesitz über und wurde 1846 an die Gemeinde Hagnau verkauft. Das Gebäude beherbergt das Rathaus (Bürger- und Gästehaus) sowie das Hagnauer Museum.[20][21][22] Der Gebäudekeller wird seit 1882 durch den Winzerverein Hagnau genutzt.
- Der Irseer Hof im Unterdorf wurde Mitte des 18. Jahrhunderts erbaut und diente als Amtshaus des Benediktiner-Klosters Irsee bei Kaufbeuren. Über dem Rundbogentor sind die Wappen der Stifter von Irsee angebracht. Heute wird er als Wohnhaus genutzt.
- Das ehemalige Zehnthaus des Bistums Konstanz unmittelbar am See wurde 1680 unter Bischof Franz Johann Prassberg erbaut. Sein Wappen ist am Gebäude angebracht.
- Das ehemalige Amtshaus des Klosters Einsiedeln (1650–1693) und der Reichsabtei Weingarten (1693–1803), heute das Gasthaus zum Löwen.[23] An der Südseite gibt es zwei Relieftafeln, die eine stellt die Heiligblutreliquie von Weingarten nebst zwei Wappenschilden für das Hochstift Konstanz und den Fürstbischof von Rodt dar, die andere trägt das Wappen von Placidus Reimann, Abt des Klosters Einsiedeln.
- Der Schussenrieder Hof von 1742, der von der Reichsabtei der Prämonstratenser in Schussenried genutzt wurde.[24] An der östlichen Stirnseite des Südflügels ist das Wappen des Schussenrieder Abtes Siardus I. Frick angebracht.

### Schneeballensäule
Diese Skulptur aus Metall auf Steinsockel steht in der Dorfmitte. Sie ist zusammengesetzt aus kleinen Figuren und wurde vom Bildhauer Gerold Jäggle geschaffen. Dargestellt sind Szenen, die Hansjakob in seinem Buch Schneeballen vom Bodensee über Hagnau festgehalten hat. Die Spitze der Skulptur ist Hansjakob und seinem Sakristan gewidmet. In den Ebenen darunter werden Bewohner, Trachten, Bauten und Plätze, Fischer und die Eisprozession bei der Seegfrörne dargestellt.

### Uferpark in Hagnau
Der Uferpark wird begrenzt durch die Straßen Im Hof, Strandweg und das Ufer des Bodensees. Der Park wird jahreszeitlich passend mit reicher Flora bepflanzt. Im Uferpark befinden sich der Alte Torkel, die Drei Bäume für die Einheit Deutschlands, ein weiteres Denkmal für Hansjakob sowie der kleine Osthafen.

### Hagnauer Trachten
Zu Feiertagen oder Feierlichkeiten tragen alteingesessene Hagnauerinnen ihre Trachten mit der filigranen, goldfarbenen Trachtenhaube.

### Museen
Im Hagnauer Museum im Rathaus von Hagnau gibt es Steinwerkzeug und bronzezeitliche Sammlungen von der Pfahlbausiedlung Hagnau, eine Dokumentation zu den Seegfrörne von 1573 bis 1963, eine Zusammenstellung zu Leben und Werk von Heinrich Hansjakob, Tuschebilder vom Maler Julius Heinrich Bissier und Gemälde des Hagnauer Malers Reinhard Sebastian Zimmermann. Das Museum wird gefördert durch das deutsche Literaturarchiv Marbach.
Im Pfahlbaumuseum Unteruhldingen ist die älteste Holz-Flöte Europas von Hagnau-Burg (1050 v. Chr.) ausgestellt.
Mit dem Kleinen Museum hat Hagnau ein weiteres Museum. Die private Sammlung umfasst Puppen, Puppenstuben, Küchen, Läden und andere Spielsachen von 1830 bis 1920.

### Regelmäßige Veranstaltungen
Das Jahr beginnt mit Veranstaltungen im Rahmen der schwäbisch-alemannischen Fasnet. Danach laden die Winzer im April oder Mai jährlich wechselnd zu den Hagnauer Weintagen oder dem Obst- und Weinwanderwegsfest ein. An Christi Himmelfahrt wird das Brunnenfest gefeiert. Es erinnert an die Einweihung des Eulenbrunnens durch den Narrenverein Eule am Ende des 20. Jahrhunderts.  An Pfingsten  werden Liebhaber der klassischen Musik zum Pfingsmusikfestival eingeladen. An Fronleichnam folgt das Häfelefest, direkt am See, im Juni ein weiteres Sinfoniekonzert, im Juli und August werden das Sommer- und das Hagnauer Weinfest gefeiert. Im Juli werden beim Hagnauer Seekino an der Badestelle openair aktuelle Filme direkt am Bodenseeufen gezeigt. Alle 3 bis 4 Jahre werden Gäste im September beim Fischer- und Winzerfest kulinarisch verwöhnt. Den Abschluss der Feste bildet dann im Oktober das Erntedank- und Pfarrfest. Im Dezember wird das musikalische Jahr mit dem Adventskonzert der Musikkapelle und dem klassischen Silvesterkonzert beendet.
Daneben gibt es das regelmäßige wöchentliche Veranstaltungsprogramm für die Touristen während der Sommersaison (Weinproben, Spaziergänge, Abendkonzerte und das Sonntagskonzert, Kutterfahrten und geführte Radtouren).

## Persönlichkeiten

### Söhne und Töchter der Gemeinde

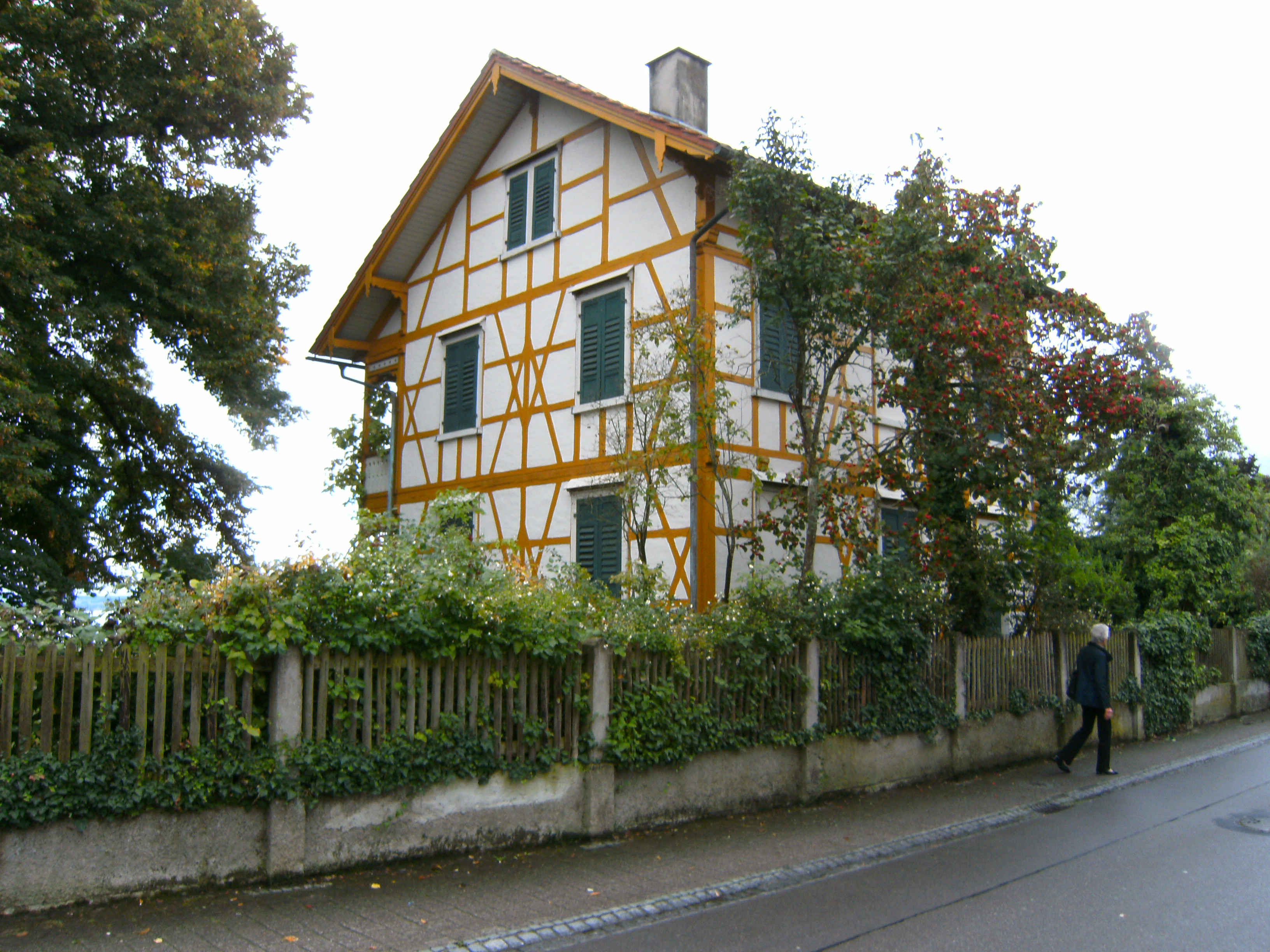
Malerhäusle von Reinhard Sebastian Zimmermann an der Seestraße in Hagnau am Bodensee

- Johann Jakob Steffelin (1754–1838), Jurist, württembergischer Oberamtmann
- Reinhard Sebastian Zimmermann (1815–1893), Maler. Sein Ruhesitz, das so genannte Malerhäusle von 1878, liegt an der Seestraße und ist noch erhalten.[28]

### Bürger
Prominenter Bewohner Hagnaus war der Volkserzähler und Bürgerrechtler Heinrich Hansjakob (1837–1916), der hier ab 1869 Gemeindepfarrer war und am 20. Oktober 1881 den Hagnauer Winzerverein gründete. Eine Gedenktafel am ehemaligen Wohnhaus, das lebensgroße Denkmal Hansjakobs mit dem typischen Heckerhut an der Nordseite und ein Gedenkstein an der Südseite des Rathauses erinnern an seine Verdienste.
Der Künstler Julius Bissier zog im Jahr 1939 mit seiner Ehefrau Lisbeth Bissier von Freiburg im Breisgau nach Hagnau. Dort entwickelte er seine einzigartige Bild- und Formsprache. Im Jahr 1961 zog er nach Ascona in die Schweiz, wo er 1965 starb.
Alle hier genannten Persönlichkeiten werden im neugestalteten (2010) Hagnauer Museum gewürdigt und dargestellt.

## Bilder

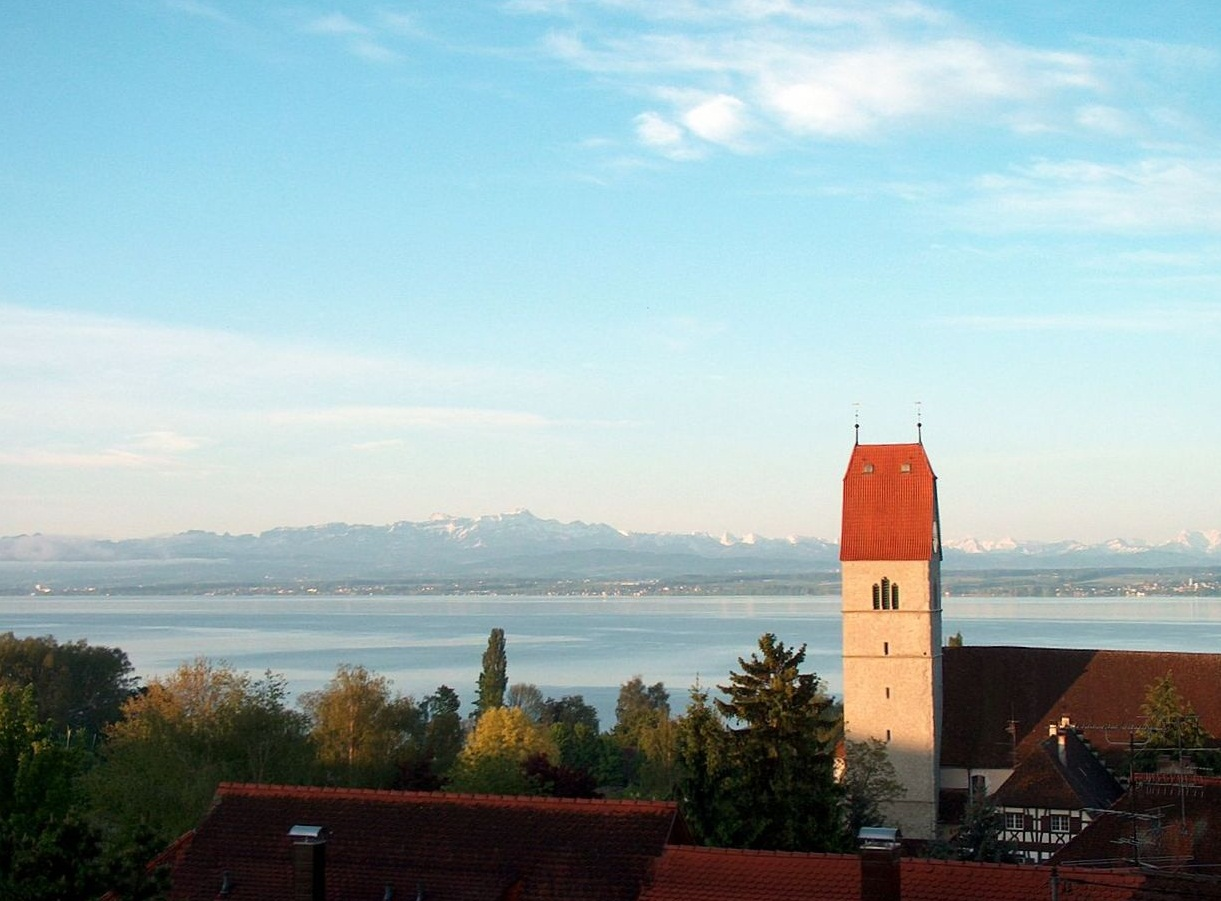
Hagnau am Bodensee mit Kirchturm
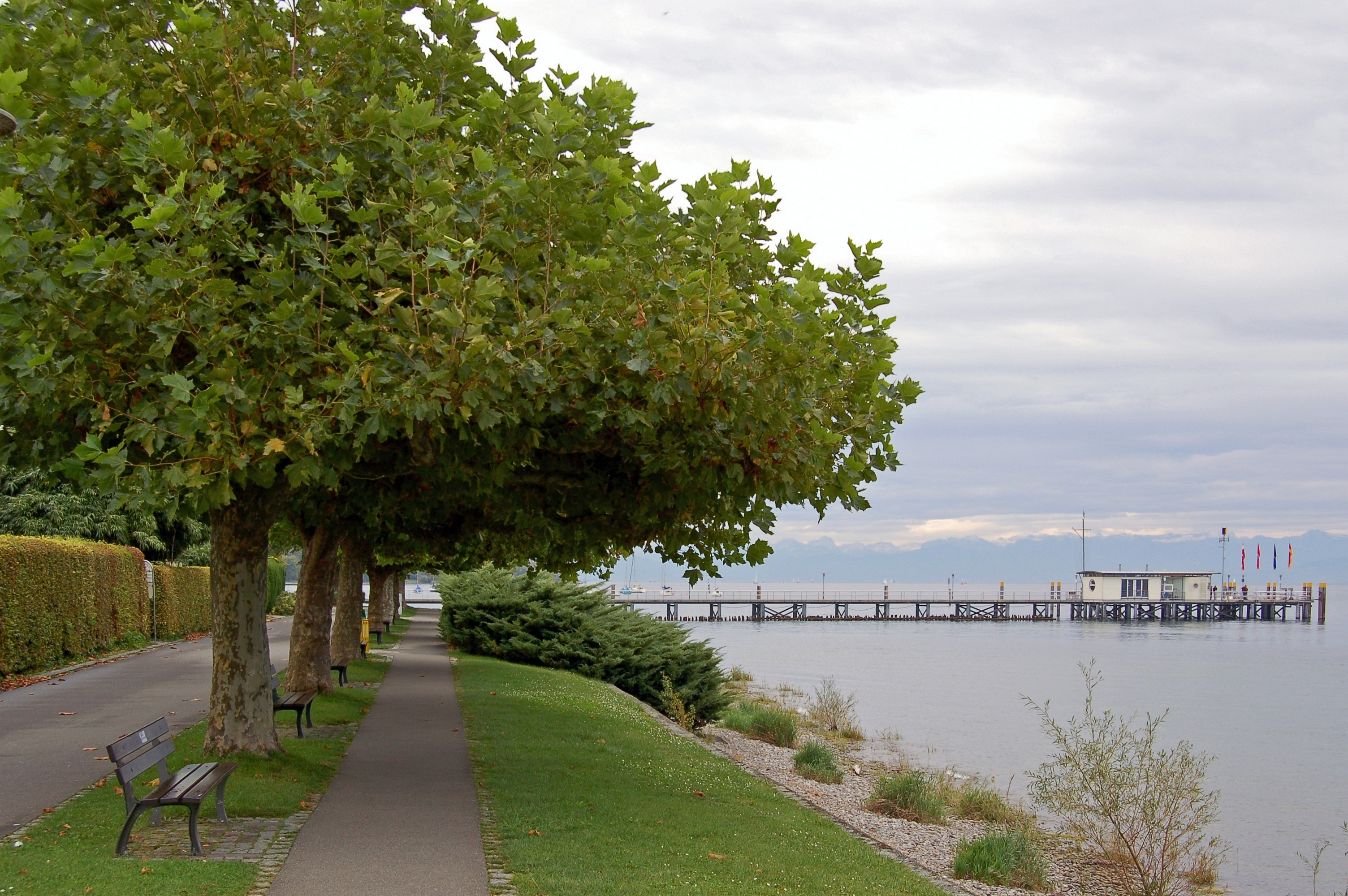
Meersburger Straße (Hagnau am Bodensee) mit renaturierter Uferpromenade
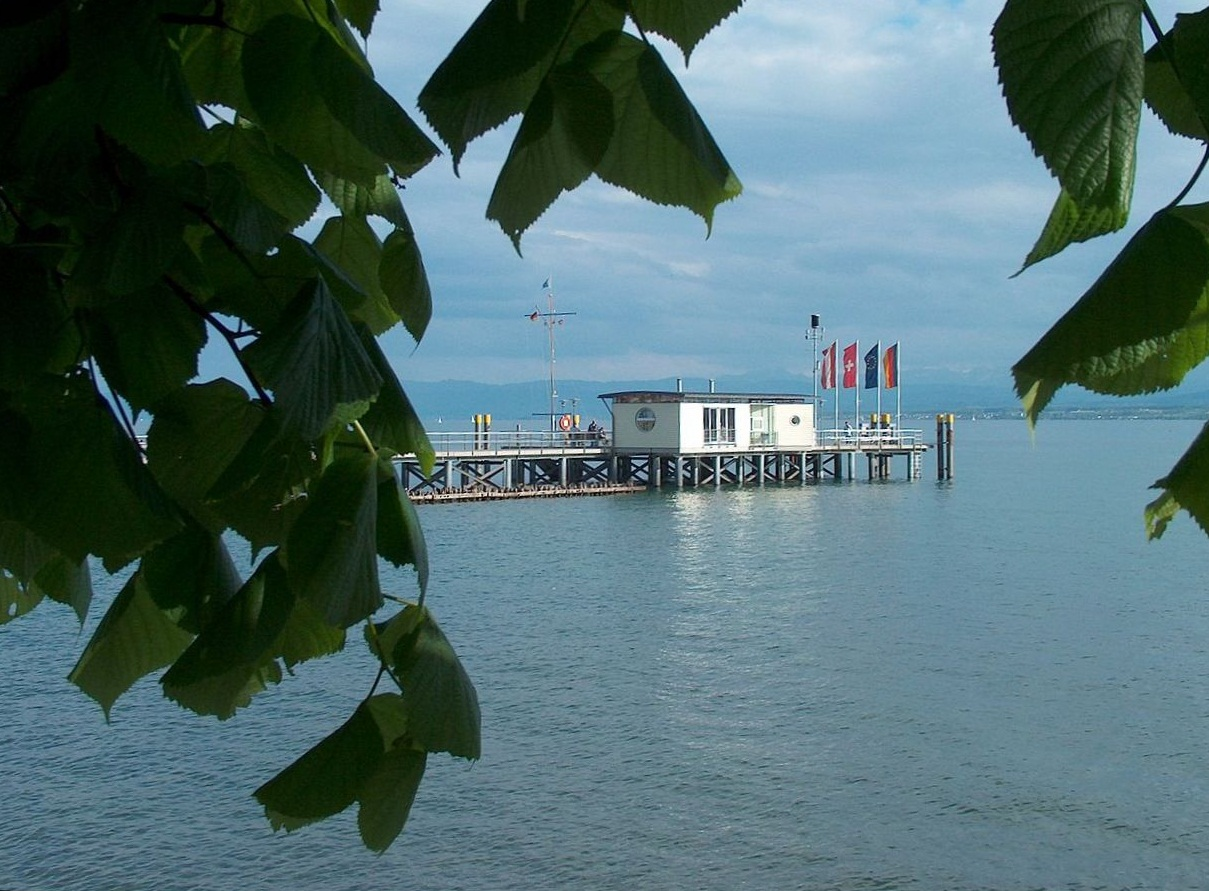
Landesteg für die Bodenseeschiffe in Hagnau am Bodensee
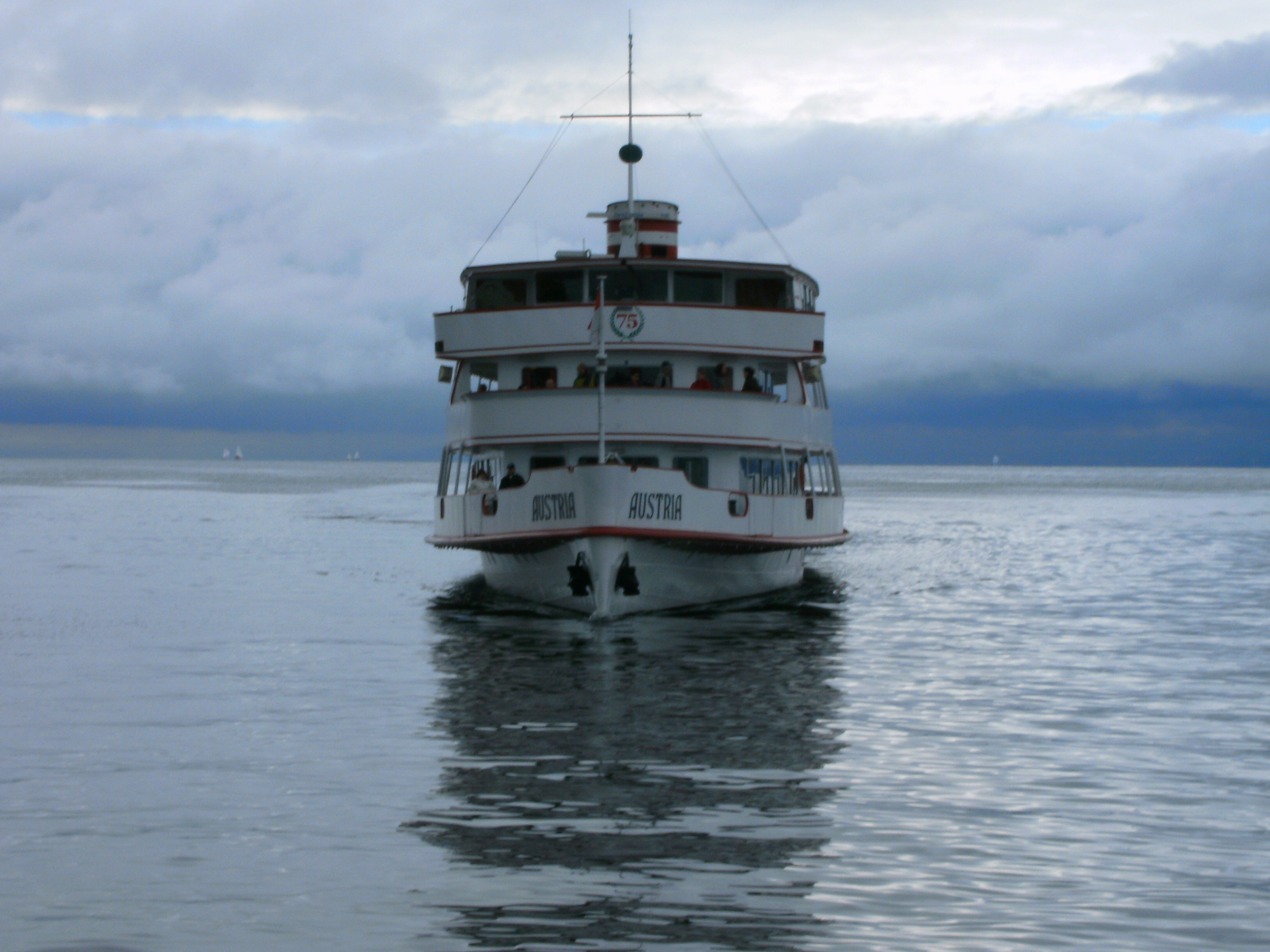
Schiff Austria in der Anfahrt auf den Landesteg in Hagnau
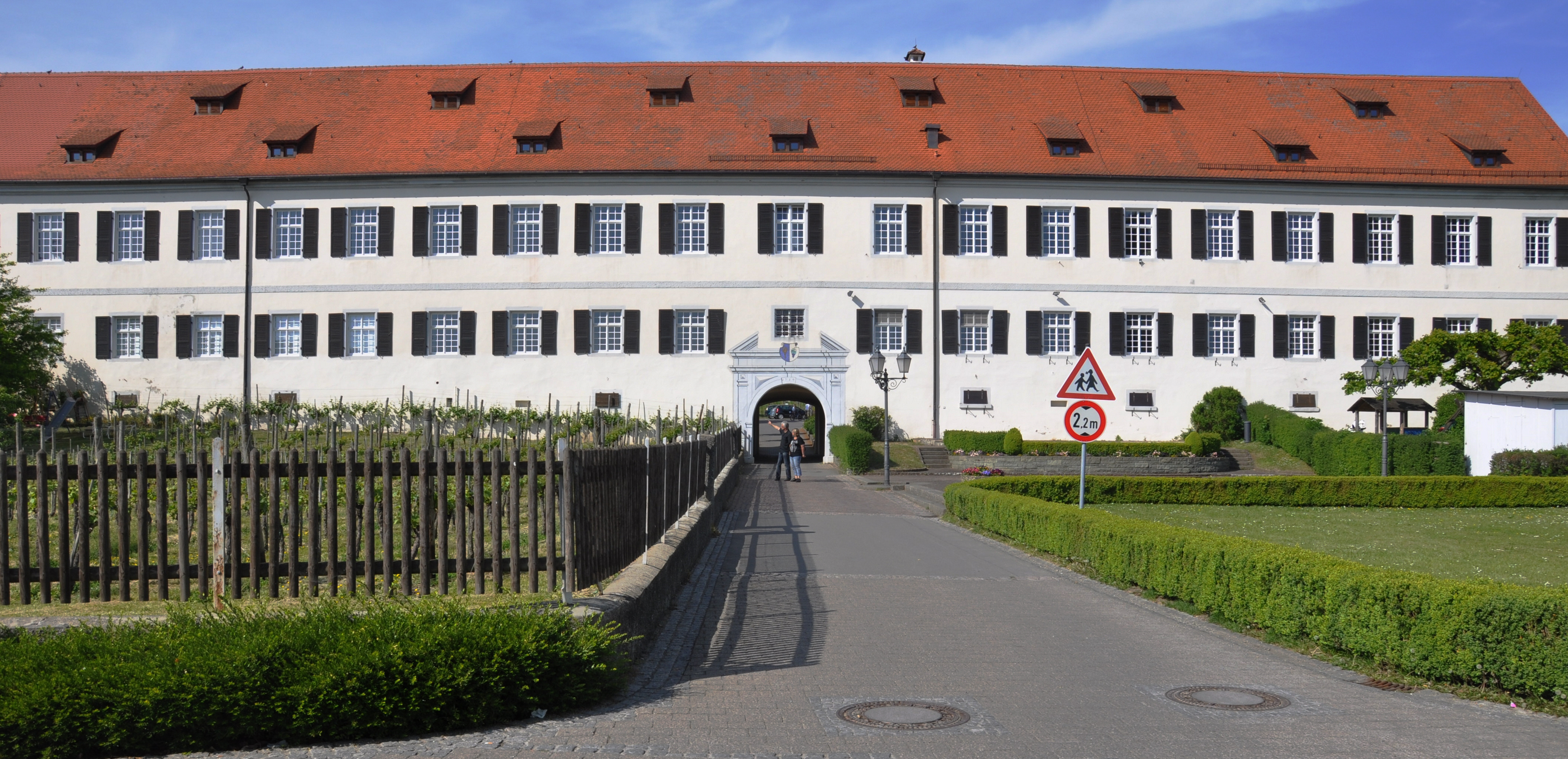
Ehemaliger Klosterhof Weingarten, heute Hagnauer Rathaus
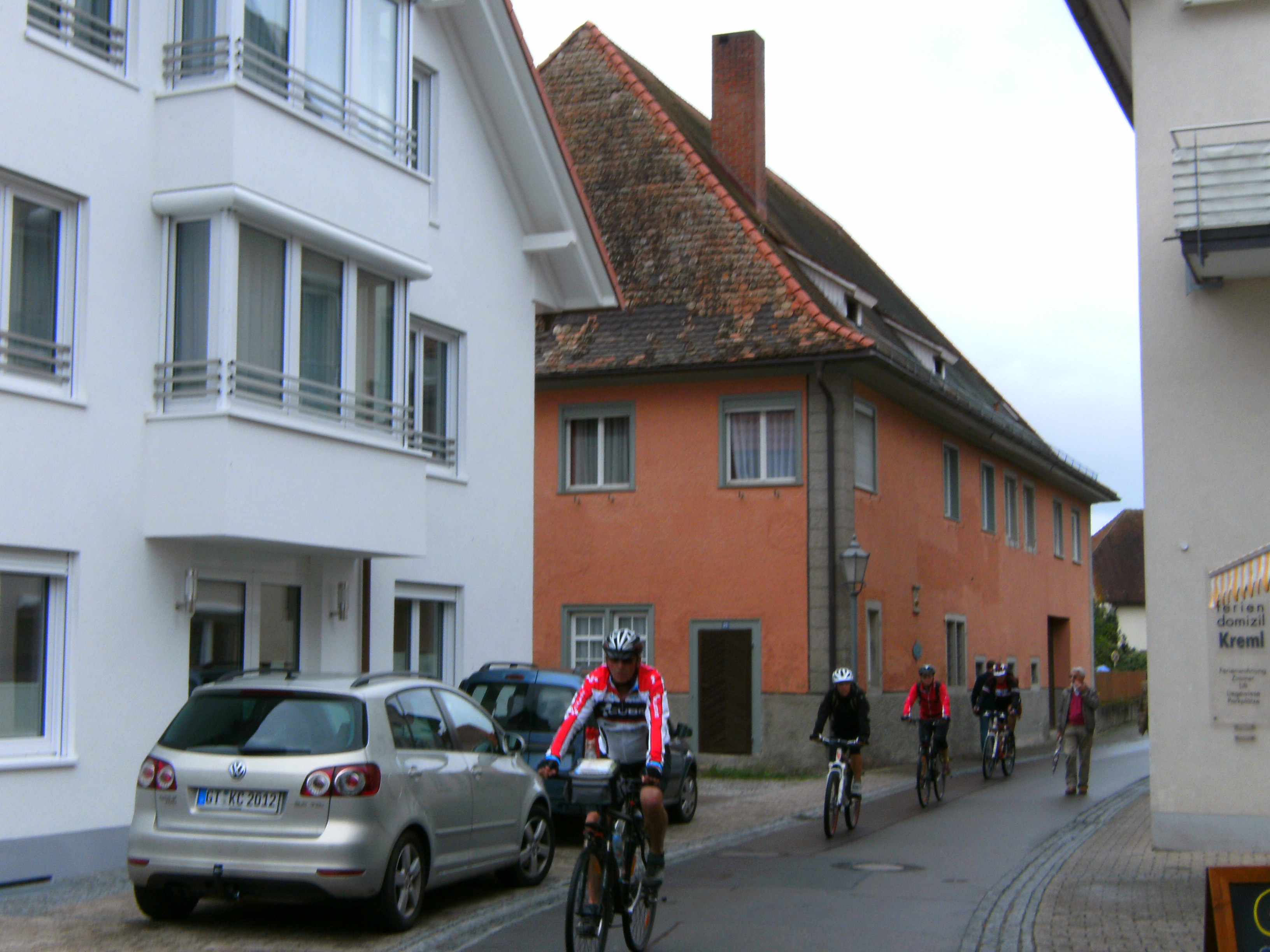
Konstanzer Zehnthaus in der Seestraße in Hagnau am Bodensee
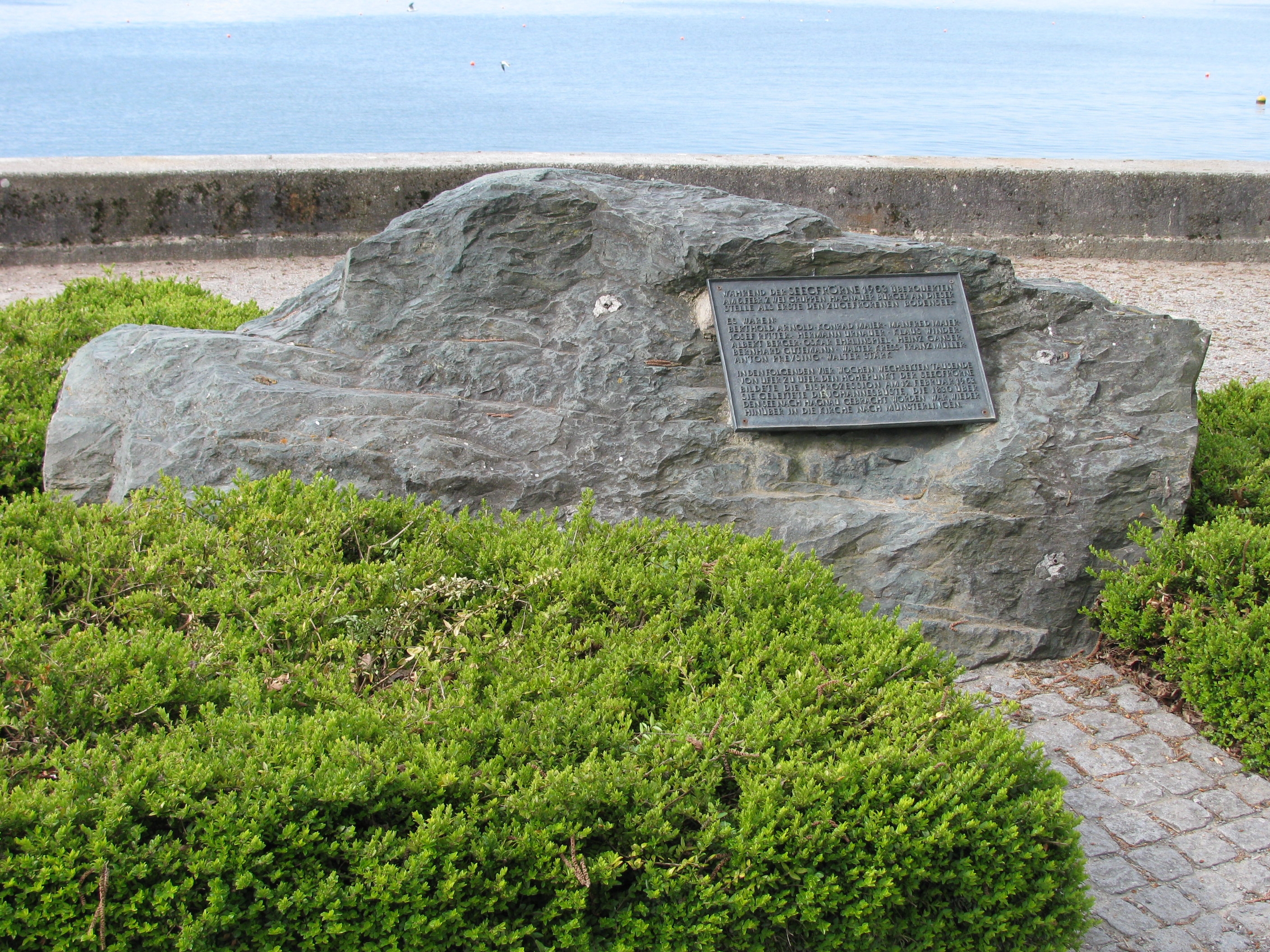
Findling in Hagnau zur Erinnerung an die Eisprozession 1963 von Hagnau nach Münsterlingen
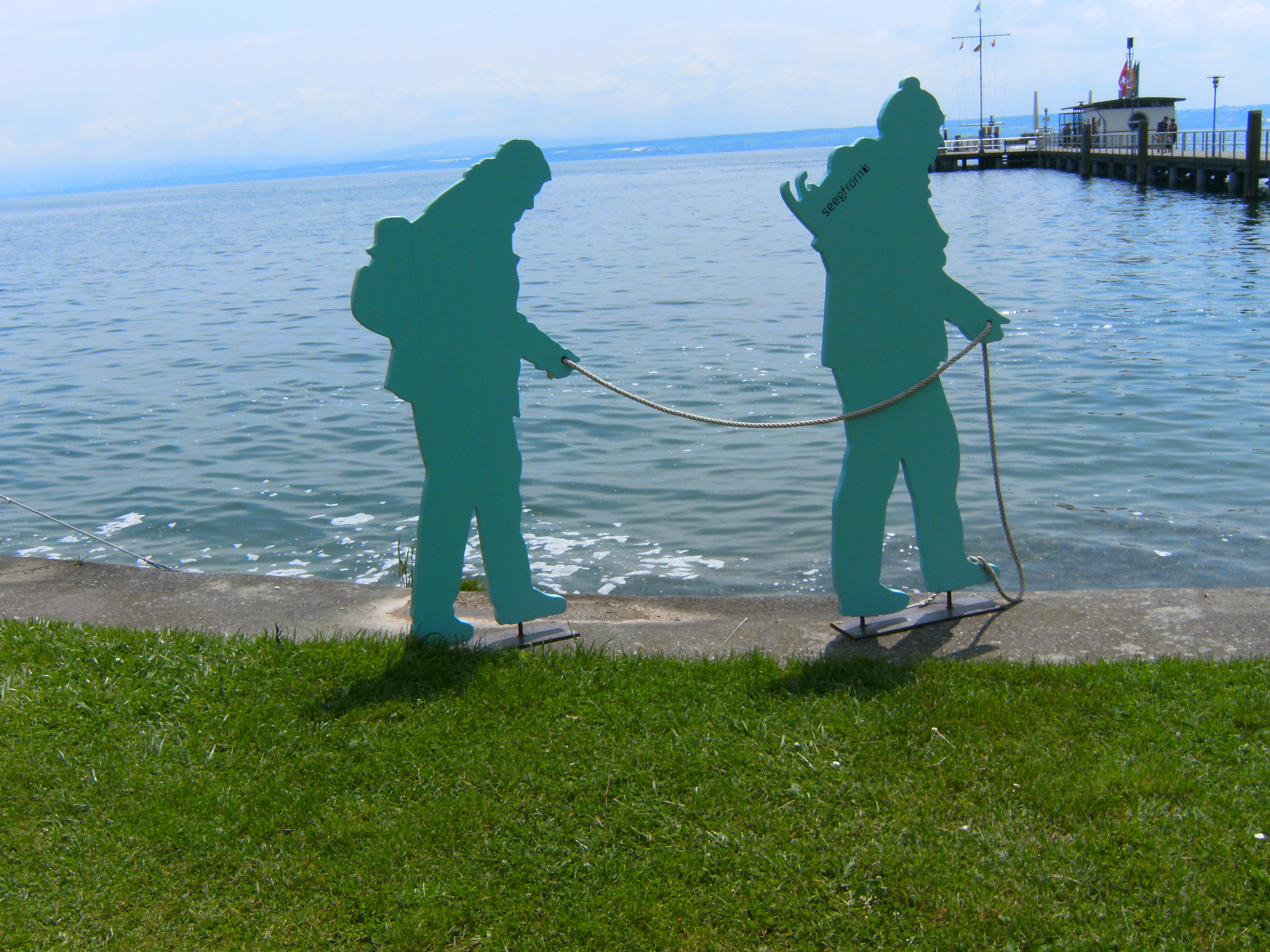
Erinnerung in Hagnau an Erstüberquerung des gefrorenen Bodensees zur Vorbereitung der Eisprozession 1963
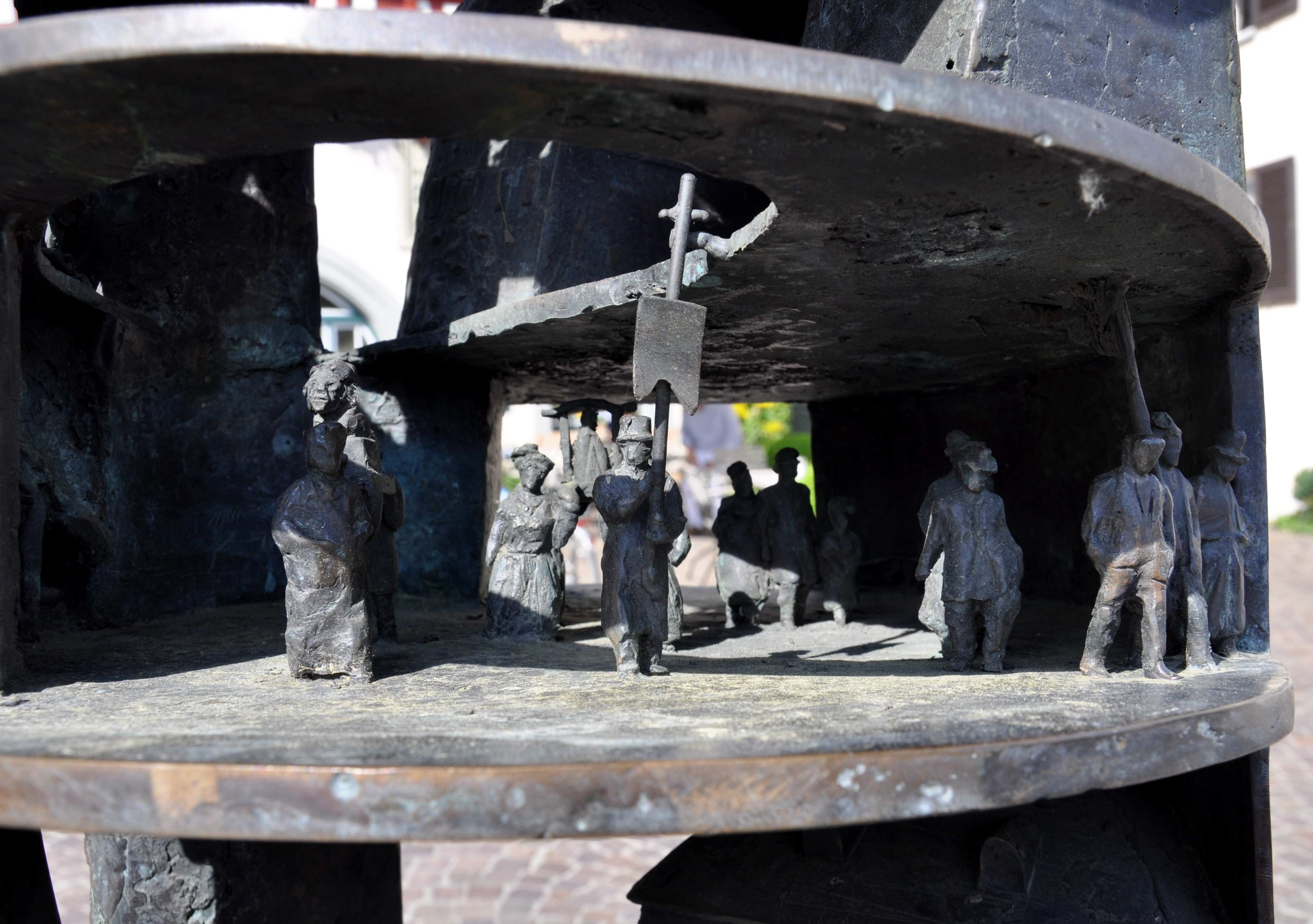
Hagnau, Hansjakobstraße/Ecke Dr. Fritz-Zimmermann-Straße, Schneeballensäule: Eisprozession
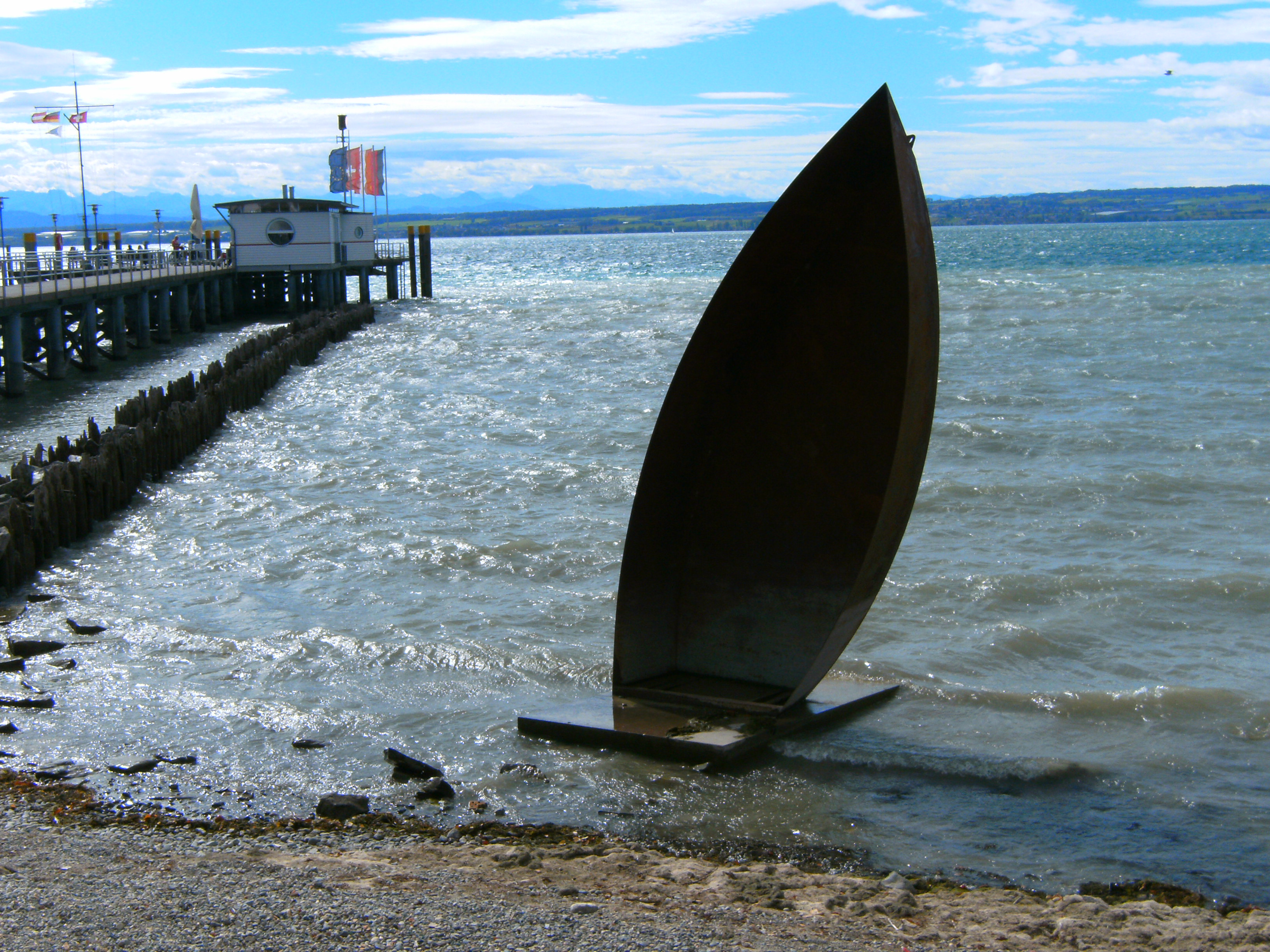
Schiffsanlegestelle Hagnau am Bodensee. Skulptur von Jürgen Knubben (* 1955) zur Erinnerung an die Seegfrörne 1963

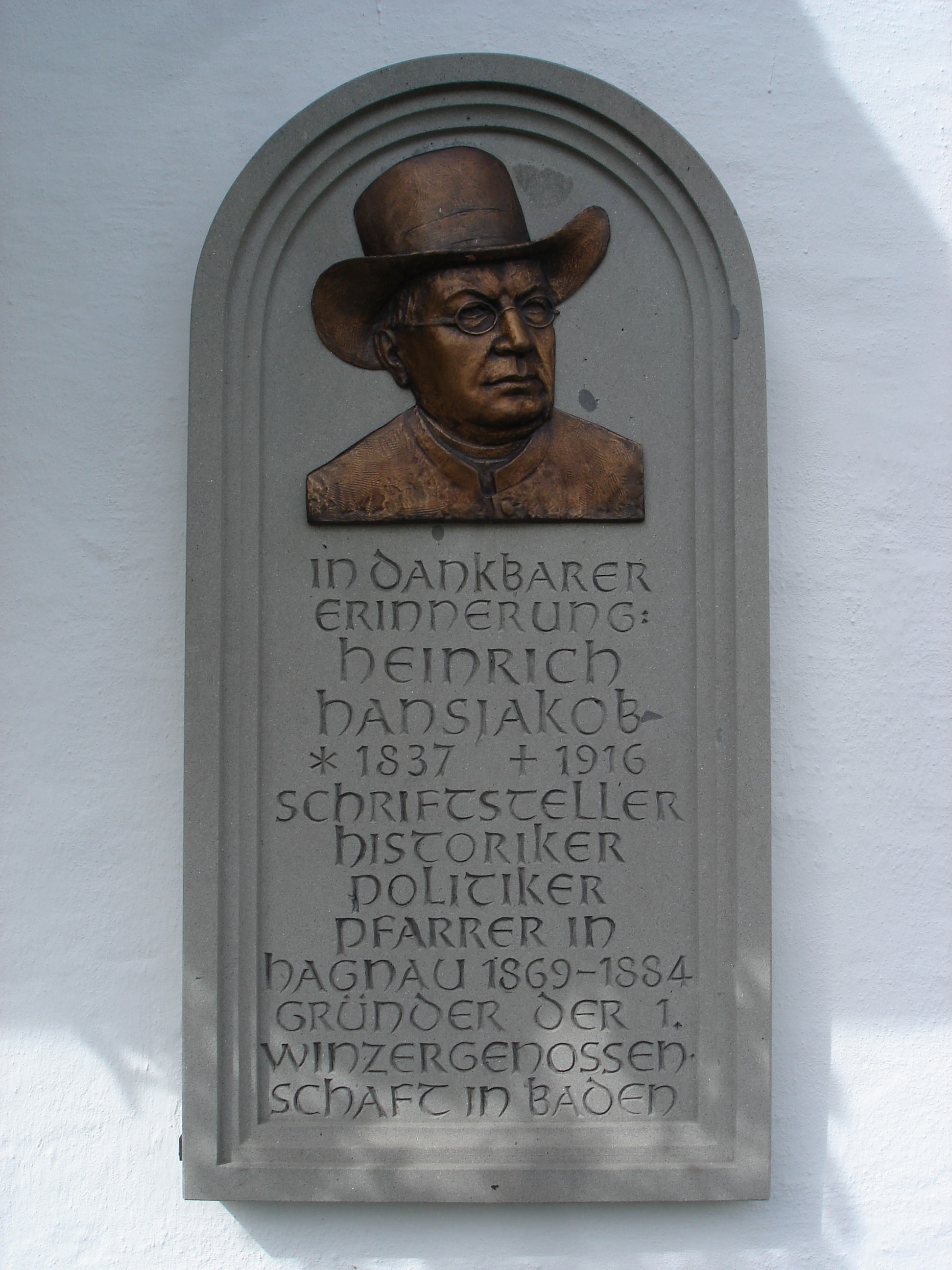
Gedenktafel Hansjakob am Wohnhaus in Hagnau am Bodensee
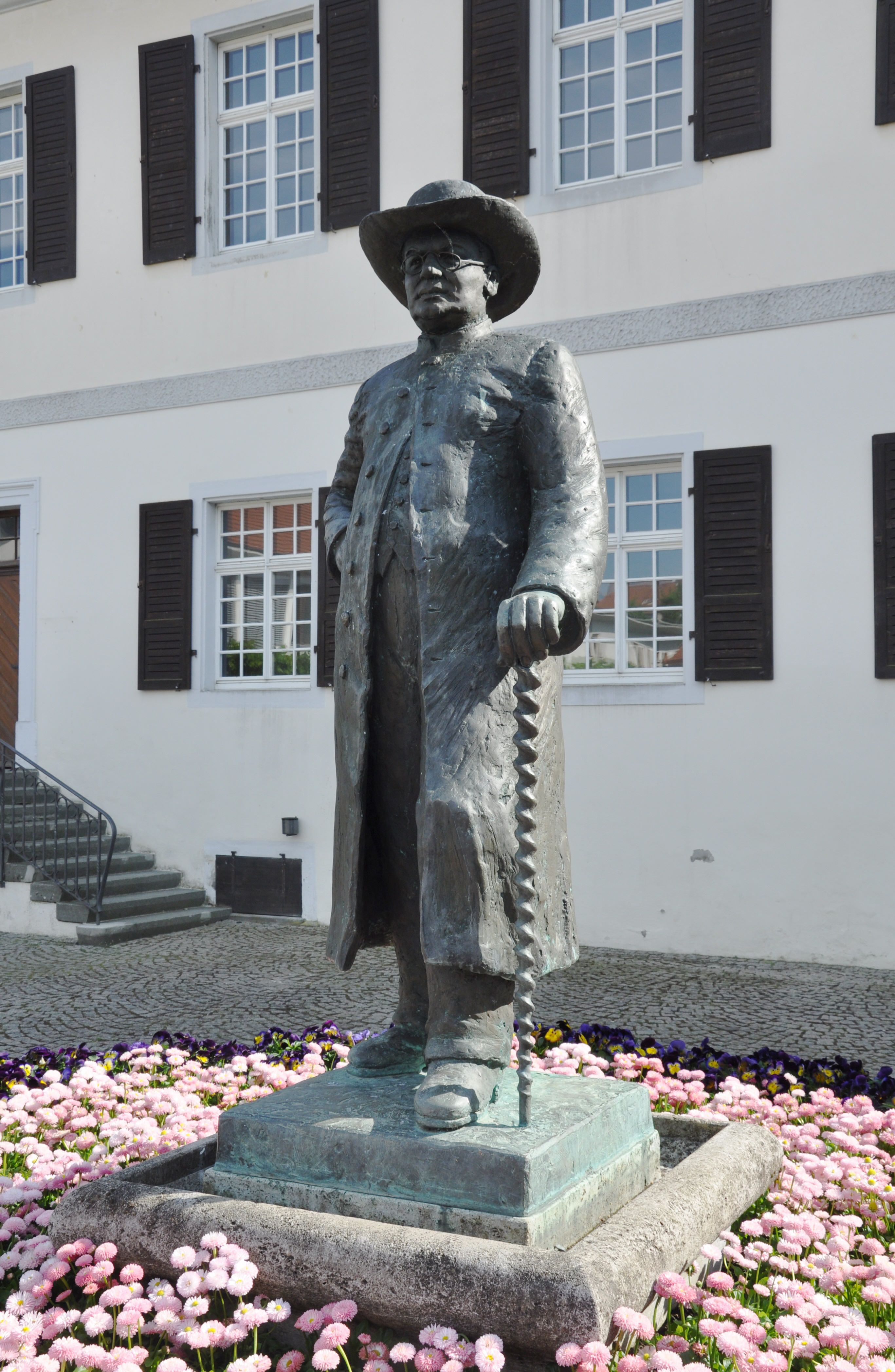
Hansjakob-Denkmal an der Nordseite des Rathauses
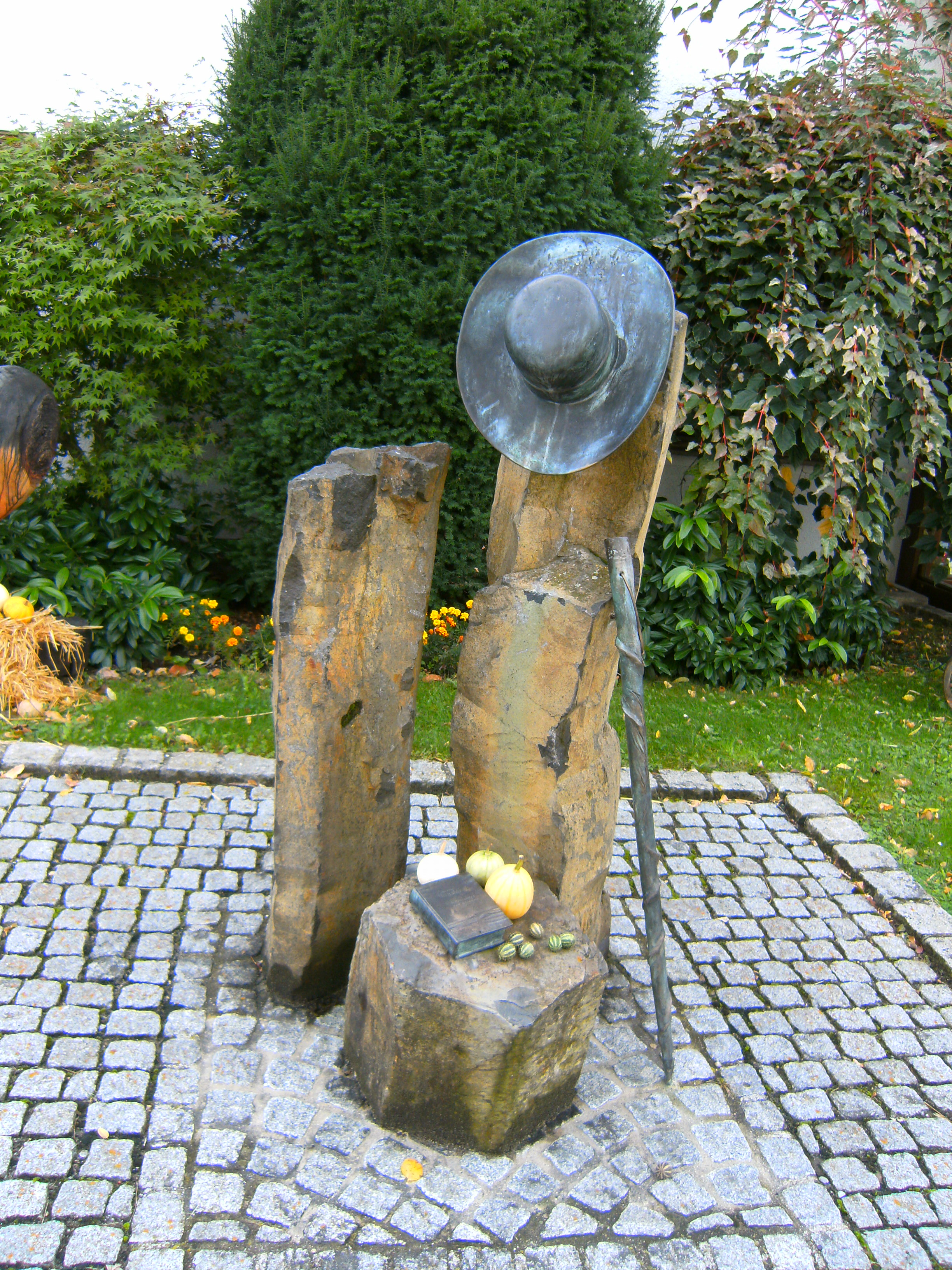
Gedenkort an Hansjakob vor dem Hotel Hansjakob
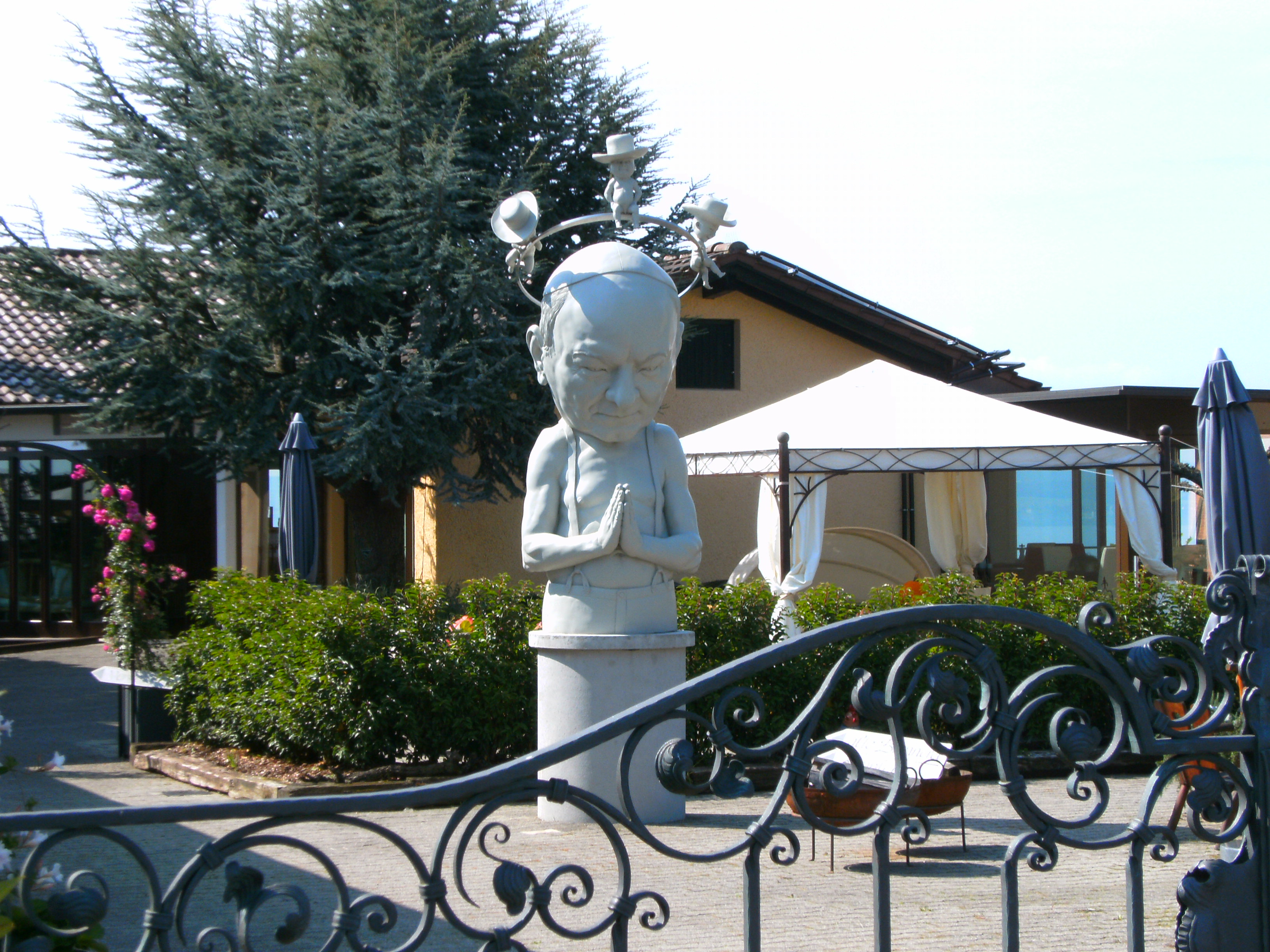
Statue Heinrich Hansjakob von Peter Lenk auf Privatgelände des Burgunderhofes, von der Straße frei einsehbar
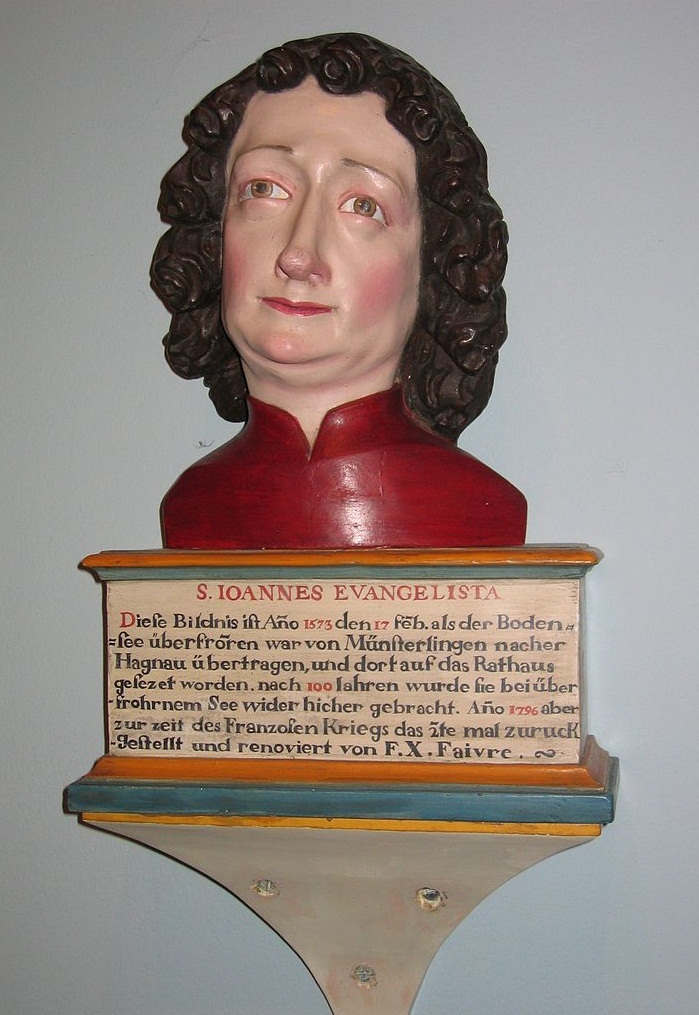
Büste des  Heiligen Johannes
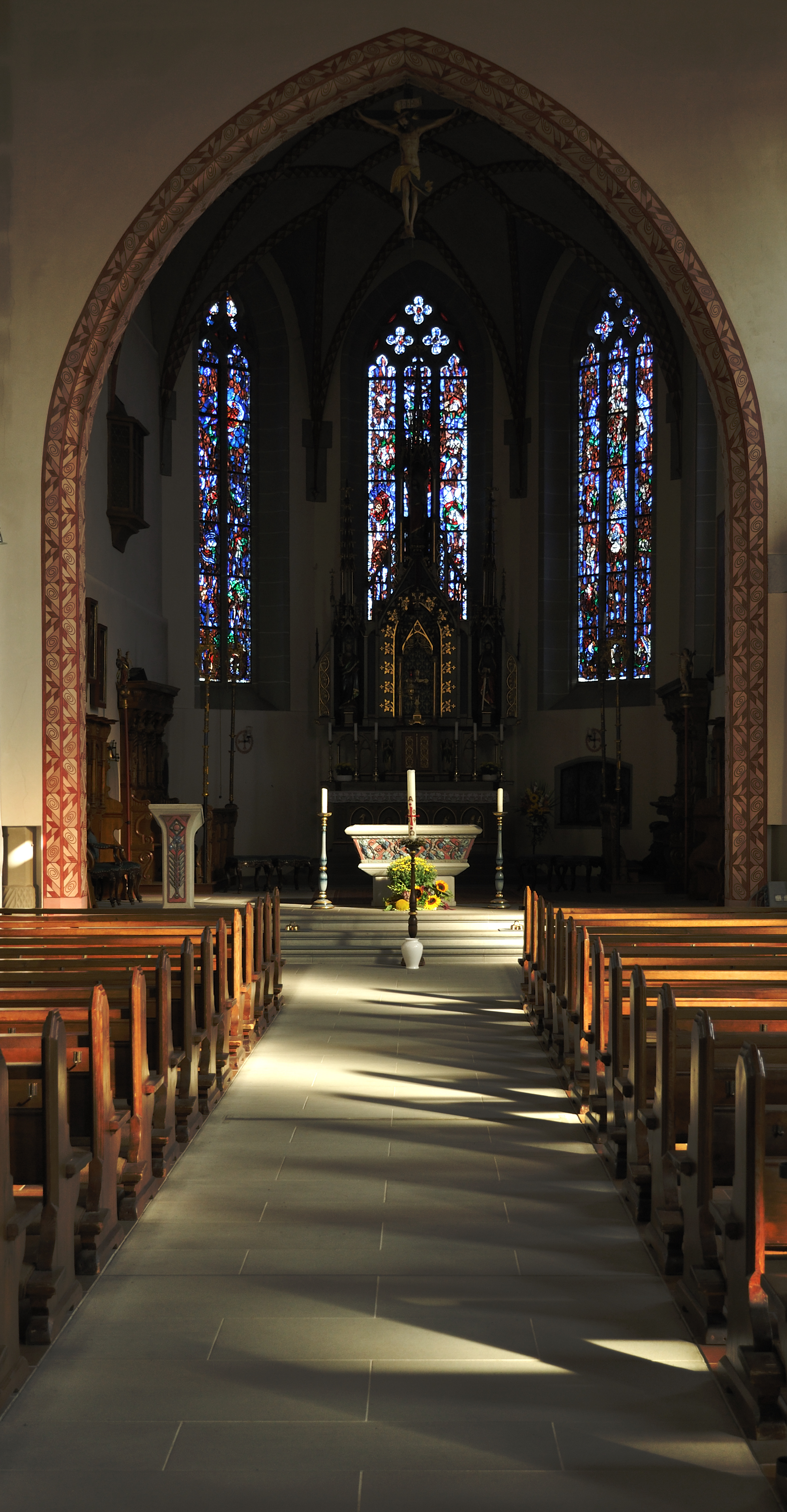
Pfarrkirche St. Johann Baptist (Innenansicht)